# 15. Oktober
Der 15. Oktober ist der 288. Tag des gregorianischen Kalenders (der 289. in Schaltjahren), somit bleiben 77 Tage bis zum Jahresende.

## Ereignisse

### Politik und Weltgeschehen
- 1080: In der Schlacht bei Hohenmölsen unterliegt der deutsche König Heinrich IV. dem Gegenkönig Rudolf von Rheinfelden und dessen Heerführer Otto von Northeim; Heinrich muss fliehen. Rudolf stirbt jedoch am Folgetag an seinen in der Schlacht erlittenen Verwundungen.
- 1210: Der Kölner Erzbischof Dietrich I. von Hengebach legt den Grundstein für die als Fliehburg vorgesehene Godesburg.
- 1582: Mit Einführung des Gregorianischen Kalenders am 4. Oktober (Donnerstag) werden die nächsten 10 Tage ausgelassen. Der 15. Oktober (Freitag) ist somit der erste Tag der neuen Zeitrechnung, auch wenn die meisten Staaten diesen Kalender erst später übernehmen werden.
- 1597: Nach der Abdankung seines Vaters Wilhelm V. wird Maximilian I. neuer Herzog von Bayern.
- 1760: Im Siebenjährigen Krieg bezwingen französische Truppen in der Schlacht bei Kloster Kampen nahe Wesel alliierte Einheiten unter dem Befehl des Herzogs Ferdinand von Braunschweig-Wolfenbüttel.

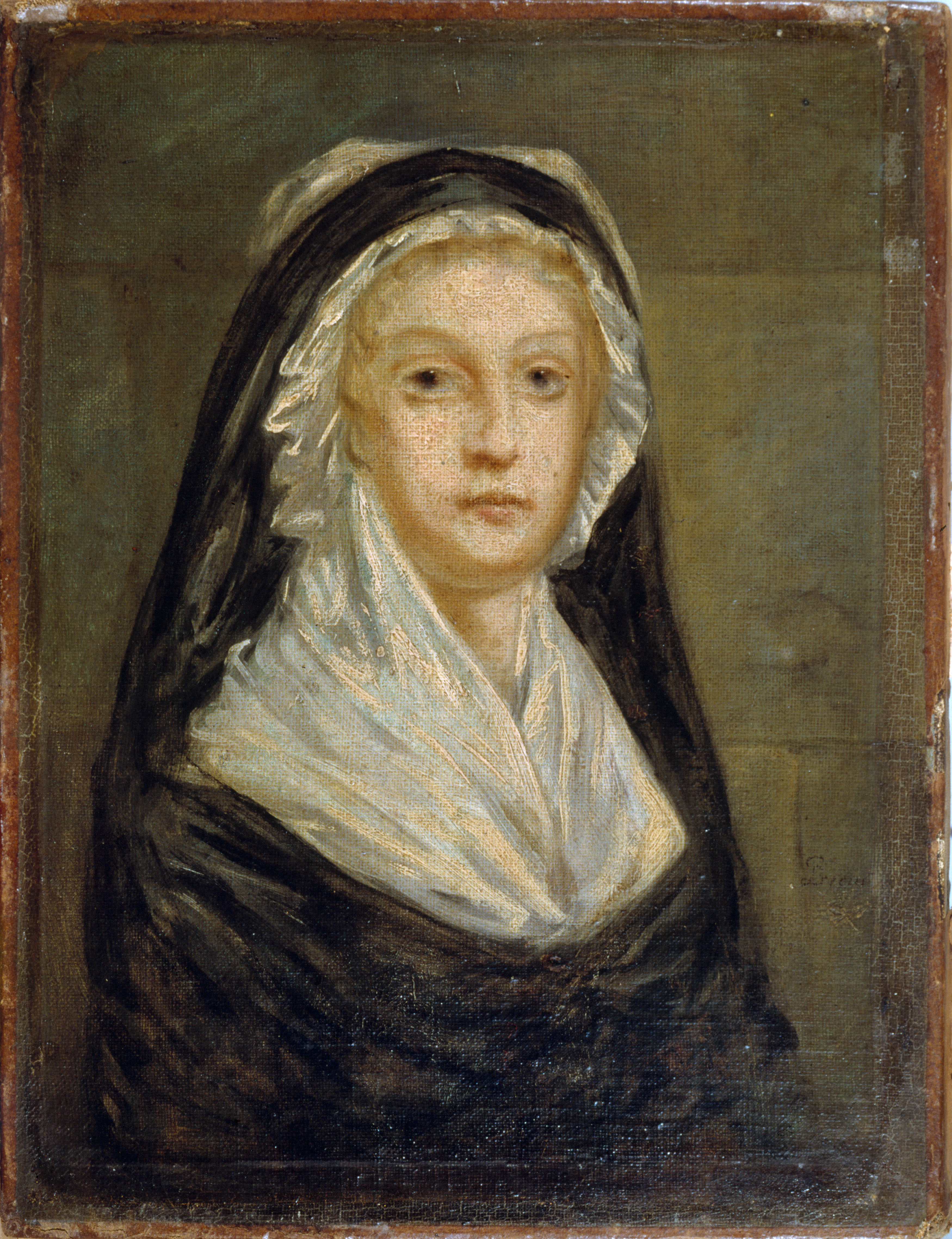
1793: Die Witwe Capet

- 1793: Die „Witwe Capet“ genannte Königin Marie-Antoinette wird vom Französischen Revolutionstribunal zum Tode verurteilt.
- 1805: Einen Tag nach der Schlacht von Elchingen im Dritten Koalitionskrieg beginnen Kapitulationsverhandlungen zwischen Napoleon Bonaparte und dem österreichischen Feldmarschall Karl Mack von Leiberich, dessen Heer um Ulm von den französischen Truppen unter Michel Ney eingekreist ist.

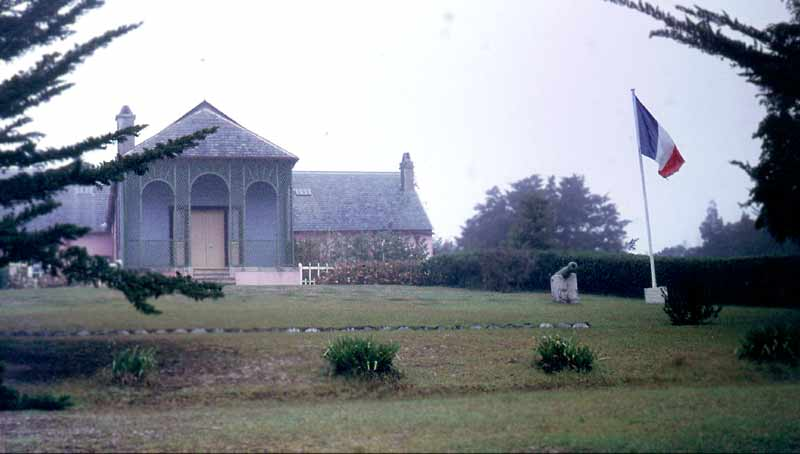
1815: Napoleons Exil auf St. Helena

- 1815: Napoléon Bonaparte betritt die Insel St. Helena, auf der er seine letzten Jahre im Exil verbringen wird.
- 1842: Karl Marx übernimmt die Redaktionsleitung der Rheinischen Zeitung in Köln.
- 1863: Das konföderierte U-Boot H. L. Hunley sinkt bei einem Tauchversuch auf Grund. Sieben Mann Besatzung und der Erbauer Horace Lawson Hunley sterben an Bord.
- 1880: Mexikanische Soldaten töten Victorio, einen Anführer der Chihenne-Apachen, und 78 Stammesangehörige, die wegen Kriegszügen nach New Mexico und Texas bekämpft werden.
- 1894: Mit der Verhaftung des französischen Offiziers Alfred Dreyfus wegen angeblicher Spionage beginnt die Dreyfus-Affäre.

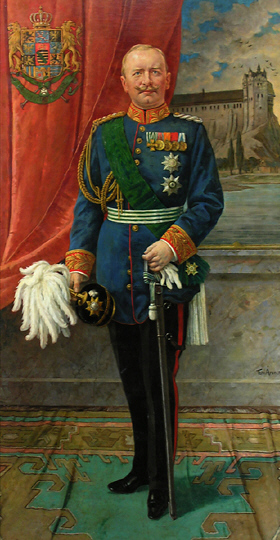
1904: Friedrich August III.

- 1904: Friedrich August III. wird nach dem Tod seines Vaters Georg I. König von Sachsen.
- 1917: Ein Exekutionskommando erschießt die von einem französischen Militärgericht der Doppelspionage und des Hochverrats für schuldig befundene Tänzerin Mata Hari in den Festungsanlagen des Schlosses Vincennes.
- 1925: In Genf wird von Vertretern ethnischer Minderheiten aus zwölf europäischen Staaten der Europäische Nationalitätenkongress gegründet.
- 1944: Um einen Waffenstillstand Ungarns mit den Alliierten und somit ein Ausscheiden aus dem Kreis der Achsenmächte zu verhindern, führt eine deutsche SS-Spezialeinheit in Budapest das Unternehmen Panzerfaust durch. Reichsverweser Miklós Horthy wird verhaftet und durch Ferenc Szálasi ersetzt.

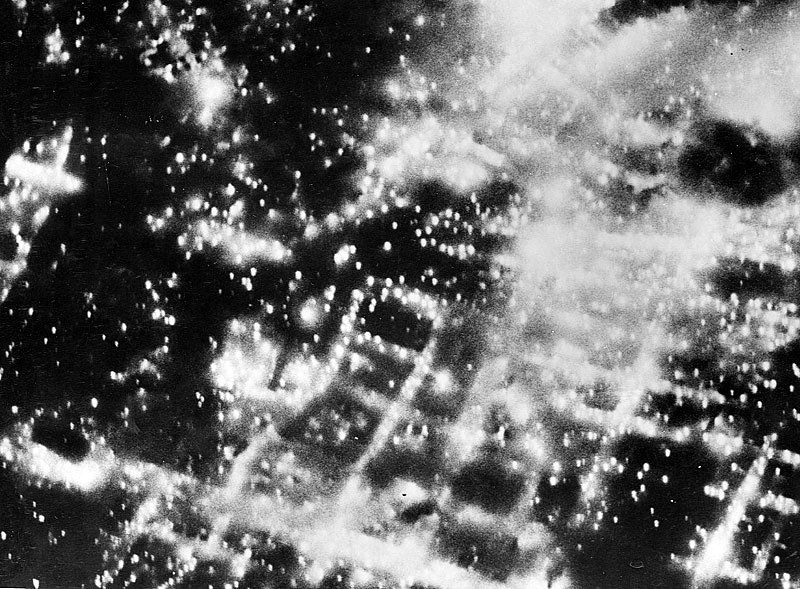
1944: Das brennende Braunschweig zwischen 02:00 und 03:00 Uhr

- 1944: In den frühen Morgenstunden führt die No. 5 Bomber Group der Royal Air Force im Luftkrieg im Zweiten Weltkrieg einen schweren Bombenangriff auf Braunschweig auf Basis der Area Bombing Directive des britischen Air Ministry durch. Die Innenstadt Braunschweigs wird durch den Angriff und den darauf folgenden zweitägigen Feuersturm zu 90 % zerstört, rund 1.000 Menschen kommen ums Leben.
- 1945: Pierre Laval, der frühere Ministerpräsident des Vichy-Regimes in Frankreich, wird nach einem Todesurteil wegen Hochverrats von einem Hinrichtungskommando erschossen.
- 1946: Der im Nürnberger Prozess zum Tode verurteilte Hermann Göring begeht in der Nacht vor seiner geplanten Hinrichtung mit einer Giftkapsel Selbstmord.
- 1949: Die Sowjetunion erkennt als erster Staat die DDR völkerrechtlich an und nimmt diplomatische Beziehungen mit ihr auf.
- 1950: Die erste Wahl zur Volkskammer der DDR findet statt. Die von der SED dominierte Einheitsliste der Nationalen Front erhält nach offiziellen Angaben 99,7 Prozent der Stimmen.
- 1962: Die am Vortag bei Spionageflügen gemachten Fotos erbringen in der Kubakrise den USA den Beweis von auf Kuba stationierten sowjetischen SS-4 Mittelstreckenraketen.
- 1963: Ludwig Erhard (CDU) wird nach dem Rücktritt von Konrad Adenauer am Vortag zum 2. Bundeskanzler der Bundesrepublik Deutschland gewählt.
- 1969: 250.000 Menschen protestieren in Washington, D.C. gegen den Vietnamkrieg.
- 1970: Nach dem Tod Gamal Abdel Nassers am 28. September 1970 wird Anwar as-Sadat durch Referendum als neuer Präsident Ägyptens bestätigt.
- 1979: Nach dem Sturz des Staatspräsidenten Carlos Humberto Romero übernimmt eine Militärjunta die Macht in El Salvador.
- 1982: Erster Tag der neuen Kalenderperiode: Im Gregorianischen Kalender wiederholen sich alle 400 Jahre der Ablauf der Schalttage und damit die Tages- und Monatszählung sowie die zugehörigen Wochentage.
- 1985: In Straßburg wird die Europäische Charta der kommunalen Selbstverwaltung unterzeichnet.

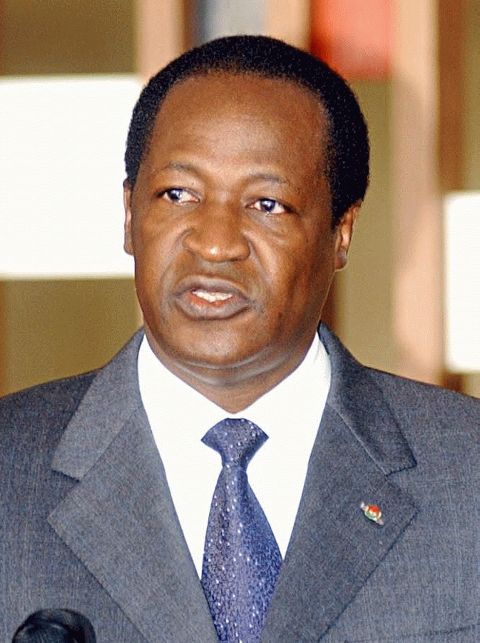
1987: Blaise Compaoré

- 1987: Thomas Sankara, Staats- und Regierungschef von Burkina Faso, wird bei einem Militärputsch ermordet. Blaise Compaoré, der Anführer der Putschisten, wird neues Staatsoberhaupt.
- 1990: Die Verleihung des Friedensnobelpreises an Michail Gorbatschow wird bekanntgegeben.
- 1999: Der Sicherheitsrat der Vereinten Nationen beschließt die Einrichtung eines Verbindungsbüros in Angola.
- 2001: Japans Regierungschef Jun’ichirō Koizumi entschuldigt sich in Südkorea mit einer Kranzniederlegung für von Japanern verübte Gräuel während der Besetzung Koreas zwischen 1910 und 1945.
- 2003: İlham Əliyev wird als Nachfolger seines Vaters Heydər Əliyev zum Präsidenten von Aserbaidschan gewählt.

### Wirtschaft
- 1835: Die Bayerische Hypotheken- und Wechsel-Bank, ein Vorläuferinstitut der heutigen Unicredit Bank, beginnt ihre Geschäftstätigkeit in München.
- 1848: Die Hamburg-Amerikanische Packetfahrt-Actien-Gesellschaft nimmt mit dem Segelschiff Deutschland den Linienverkehr zwischen Hamburg und New York auf.
- 1851: Die von David Hansemann gegründete Disconto-Gesellschaft, in der Folge Deutschlands bedeutendstes Kreditinstitut, nimmt den Geschäftsbetrieb auf.
- 1856: Die Norddeutsche Bank wird in Hamburg gegründet, nachdem ihre Gesellschafter auf ursprüngliche Pläne, auch Banknoten auszugeben, verzichten. 1929 geht das Anleihen begebende Kreditinstitut in der Deutschen Bank auf.

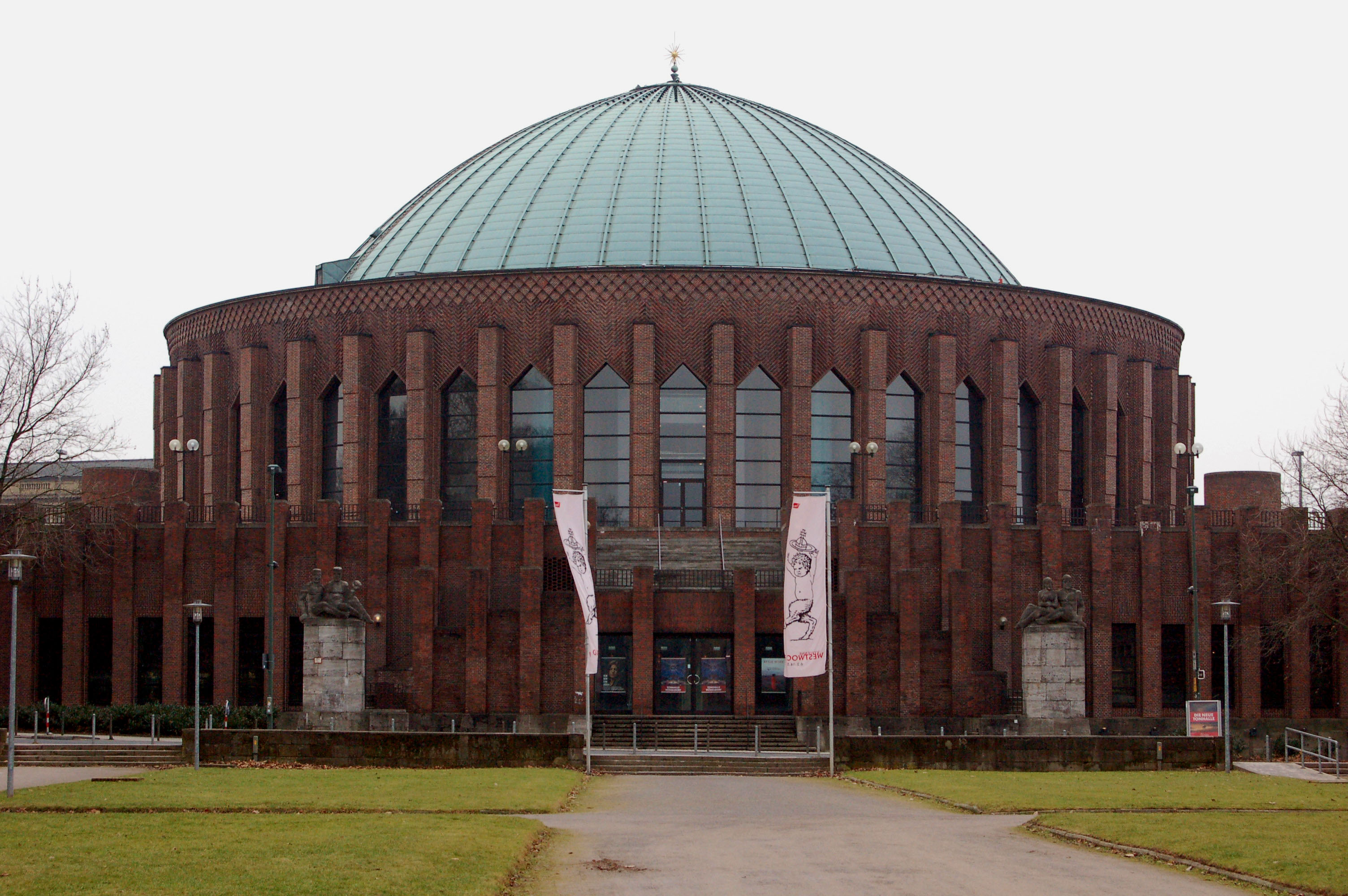
Die Neue Tonhalle, 1926 als Rheinhalle für die GeSoLei erbaut

- 1926: In Düsseldorf endet die Großausstellung GeSoLei, mit rund 7,5 Millionen Besuchern die größte der Weimarer Republik.
- 1939: Der LaGuardia Airport in New York City wird eröffnet.
- 1996: In Japan geht das Geldinstitut Nichei Finance in Konkurs. Es ist der bisher größte Firmenbankrott in der Geschichte Japans.
- 2008: Der Aktienindex Dow Jones rutscht um 7,87 Prozent ab, den bis dahin stärksten Kurseinbruch nach dem Schwarzen Montag im Jahr 1987.
- 2012: Den US-Amerikanern Alvin E. Roth und Lloyd S. Shapley wird der Wirtschaftsnobelpreis zuerkannt.

### Wissenschaft und Technik
- 1576: Die von Herzog Julius von Braunschweig-Wolfenbüttel gestiftete Universität Helmstedt, die sich während der Dauer ihres Bestehens zu einer bedeutenden protestantischen Hochschulen entwickelt, wird feierlich eröffnet.

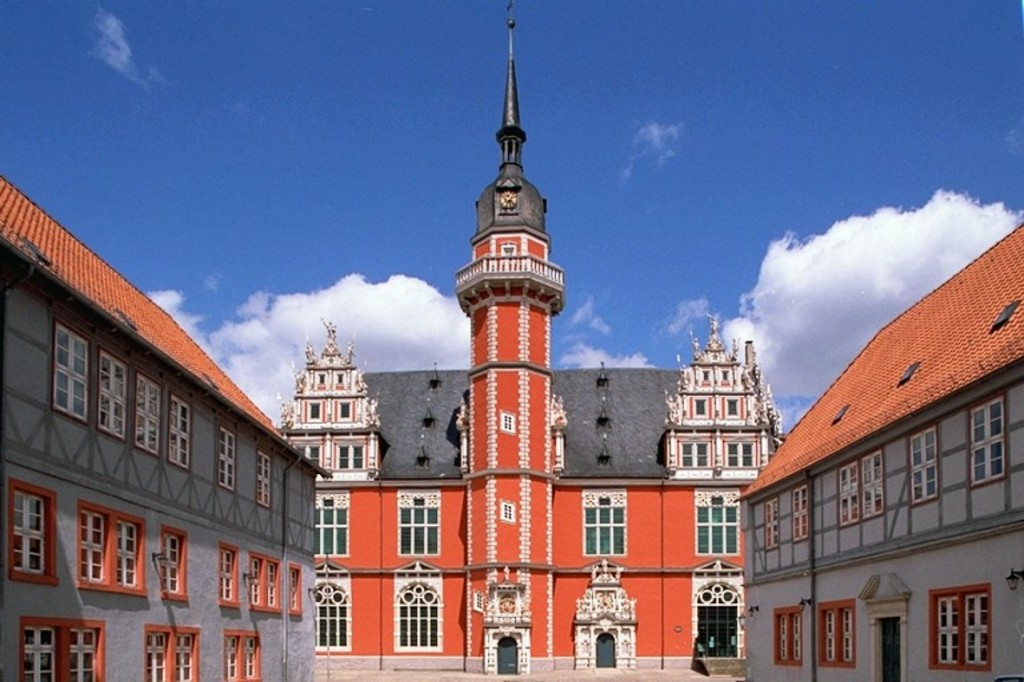
1612: Juleum

- 1612: In Helmstedt wird das Hörsaal- und Bibliotheksgebäude Juleum der Universität eingeweiht.
- 1669: Die Universität Innsbruck wird von Kaiser Leopold I. gegründet.
- 1783: Der erste Mensch begibt sich mit königlicher Billigung an Bord eines Heißluftballons in die Lüfte. Die durch ein Seil gesicherte Montgolfière mit Jean-François Pilâtre de Rozier steigt in Paris 26 Meter hoch auf.
- 1810: Unter Gerhard von Scharnhorst beginnt im Zuge der preußischen Heeresreform in Preußen die Lehrtätigkeit an der neuen Akademie für junge Offiziere, aus der über Namensänderungen erst die Allgemeine Kriegsschule und dann die Preußische Kriegsakademie wird. Sie ist als militärische Hochschule für Stabsoffiziere konzipiert.

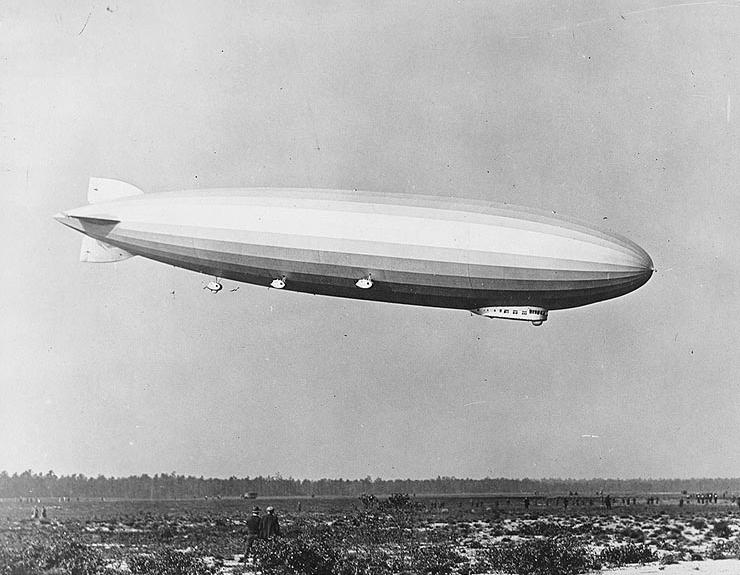
1924: LZ 126 bei der Landung in Lakehurst

- 1924: Nach geglückter Atlantiküberquerung landet das Luftschiff LZ 126, Teil deutscher Reparationsleistungen, auf dem US-Marineflugplatz Lakehurst.
- 1947: In Berlin wird das Wilhelm-Foerster-Institut gegründet mit dem Ziel, eine Volkssternwarte zu betreiben.

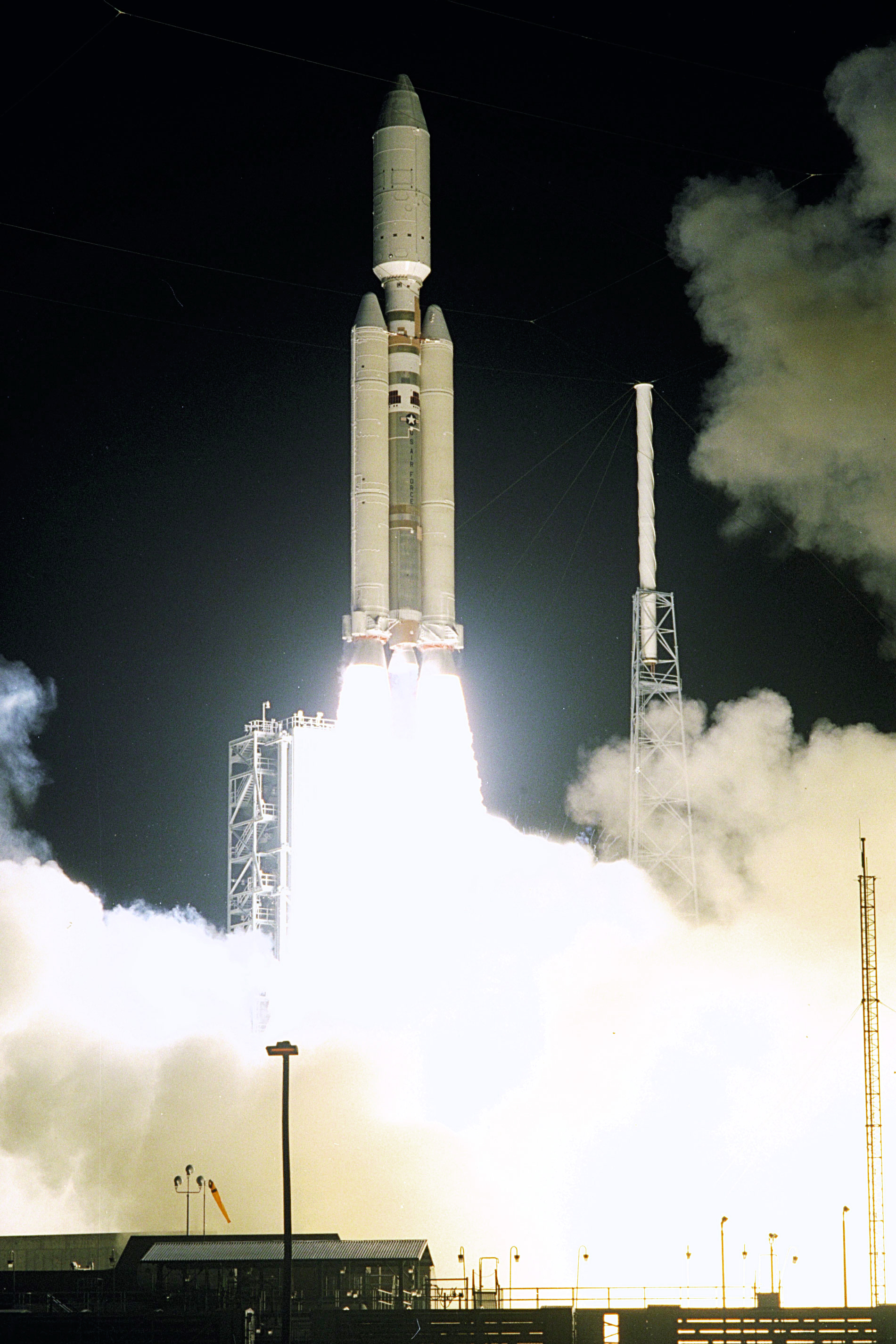
1997: Start von Cassini-Huygens

- 1997: Der Engländer Andy Green stellt mit seinem strahlgetriebenen Wagen ThrustSSC den Geschwindigkeitsrekord für Autos auf.
- 1997: Die amerikanisch-europäische Partner-Raumsonde Cassini-Huygens startet zum Saturn.
- 2003: Die Volksrepublik China startet das Raumschiff Shenzhou 5 mit dem „Taikonauten“ Yang Liwei an Bord. Es ist damit das dritte Land mit einem erfolgreichen bemannten Weltraumflug.
- 2004: Auf dem Mount Graham nimmt in Arizona das Large Binocular Telescope den Betrieb auf. Es könnte Kerzenlicht noch in 2,5 Millionen km Distanz aufspüren.
- 2010: Nach knapp 11 Jahren Bauzeit erfolgt der Durchstich der ersten Röhre des Gotthard-Basistunnels.

### Kultur
- 1730: Die Uraufführung der Oper Dialogo tra la vera disciplina e il Genio von Antonio Caldara findet am Teatro della Favorita in Wien statt.
- 1828: Die Uraufführung der Oper Die Räuberbraut von Ferdinand Ries findet in Frankfurt am Main statt.

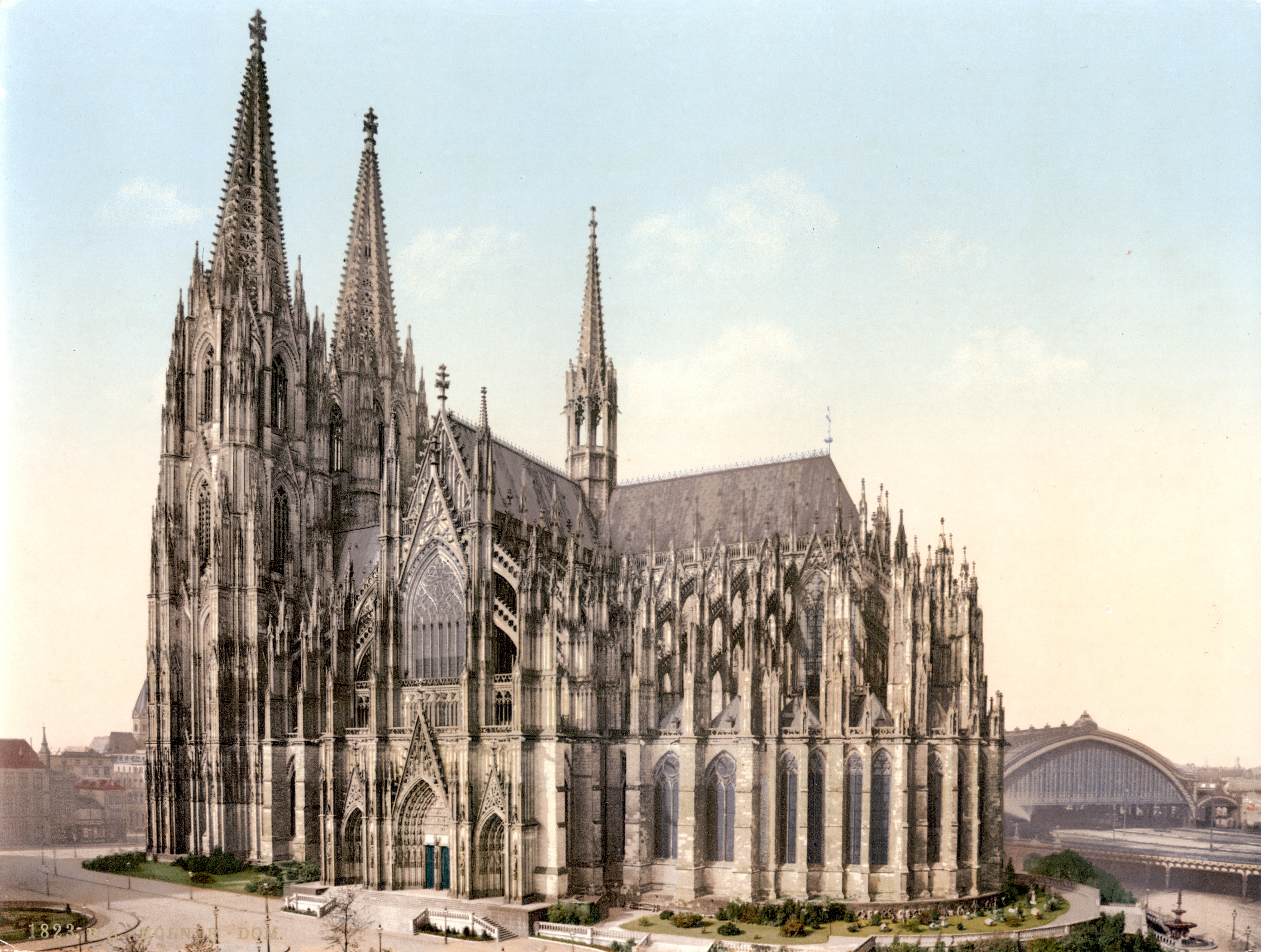
1880: Der Kölner Dom

- 1880: 38 Jahre nach Gründung des Zentral-Dombau-Vereins zu Köln wird die Vollendung des 1248 begonnenen Kölner Doms gefeiert.
- 1905: In der Tageszeitung New York Herald beginnt die Comicreihe Little Nemo, erfunden und gezeichnet von Winsor McCay.
- 1916: Die Uraufführung der Oper Das höllisch Gold von Julius Bittner findet in Darmstadt statt.
- 1933: In München legt Adolf Hitler den Grundstein für das Haus der deutschen Kunst, den ersten Monumentalbau des nationalsozialistischen Regimes.

1940: Das Doppelkreuz als Symbol des Diktators Hynkel

- 1940: Charlie Chaplins Satire auf Adolf Hitler, Der große Diktator, wird in den USA uraufgeführt.
- 1946: Mit Wolfgang Staudtes Die Mörder sind unter uns wird der erste deutsche Nachkriegsfilm uraufgeführt.
- 1961: Die Uraufführung der Oper Leonce und Lena von Kurt Schwaen findet an der Staatsoper Berlin statt.
- 1963: Die Berliner Philharmonie wird im Rahmen eines Festakts an den Intendanten Wolfgang Stresemann übergeben.
- 1981: Die Verleihung des Nobelpreises für Literatur an Elias Canetti wird bekanntgegeben.
- 2017: Margaret Atwood erhält in der Frankfurter Paulskirche den Friedenspreis des Deutschen Buchhandels.

### Gesellschaft
- 1967: Der Philosoph Ernst Bloch hält die Rede Widerstand und Friede in der Frankfurter Paulskirche.

### Religion

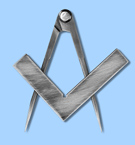
1890: Symbol der Freimaurerei

- 1890: Mit der Enzyklika Dall’alto dell’Apostolico Seggio wendet sich Papst Leo XIII. gegen die Freimaurerei in Italien.

### Katastrophen
Kleinere Unglücksfälle sind in den Unterartikeln von Katastrophe und in der Liste von Katastrophen aufgeführt.

### Natur und Umwelt
- 1966: Im westlichen Texas wird der Guadalupe-Mountains-Nationalpark geschaffen.

### Sport
- 2006: Mit der Schlusszeremonie enden die Jogos da Lusofonia 2006, die ersten Spiele der portugiesischsprachigen Länder im chinesischen Macau. Erfolgreichstes Land der Spiele ist Brasilien.

Einträge von Leichtathletik-Weltrekorden befinden sich unter der jeweiligen Disziplin unter Leichtathletik.

## Geboren

### Vor dem 17. Jahrhundert

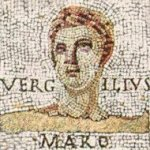
Vergil (* 70 v. Chr.)

- 0070 v. Chr.: Vergil, römischer Dichter
- 0912: Ryōgen, Mönch der japanischen Tendai-Schule
- 1176: Leopold VI., Herzog von Österreich und der Steiermark
- 1290: Anna Přemyslovna, Königin von Böhmen
- 1396: Jean IV., Graf von Armagnac, Fézensac und Rodez
- 1440: Heinrich III., Landgraf von Oberhessen
- 1470: Mutianus Rufus, deutscher Humanist
- 1502: Nikolaus Medler, deutscher lutherischer Theologe und Reformator
- 1515: Leone Strozzi, Diplomat des Malteserordens in Konstantinopel und Admiral der französischen Marine
- 1527: Maria Manuela von Portugal, Infantin von Portugal
- 1537: Johannes Posthius, deutscher Arzt und Dichter
- 1542: Akbar I., Sohn Humayuns, Großmogul von Indien
- 1545: Elisabeth von Anhalt, Äbtissin von Gernrode und Frose, Gräfin von Barby
- 1550: Heinrich von Nassau-Dillenburg, Bruder von Wilhelm I. von Oranien
- 1564: Heinrich Julius von Braunschweig-Wolfenbüttel, Herzog von Braunschweig, Dramatiker
- 1571: Jakob Matham, niederländischer Kupferstecher
- 1576: Jacob Bünting, deutscher Jurist und Bürgermeister
- 1599: Cornelis de Graeff, niederländischer Staatsmann und Diplomat

### 17. und 18. Jahrhundert
- 1605: Marie de Bourbon, Herzogin von Montpensier

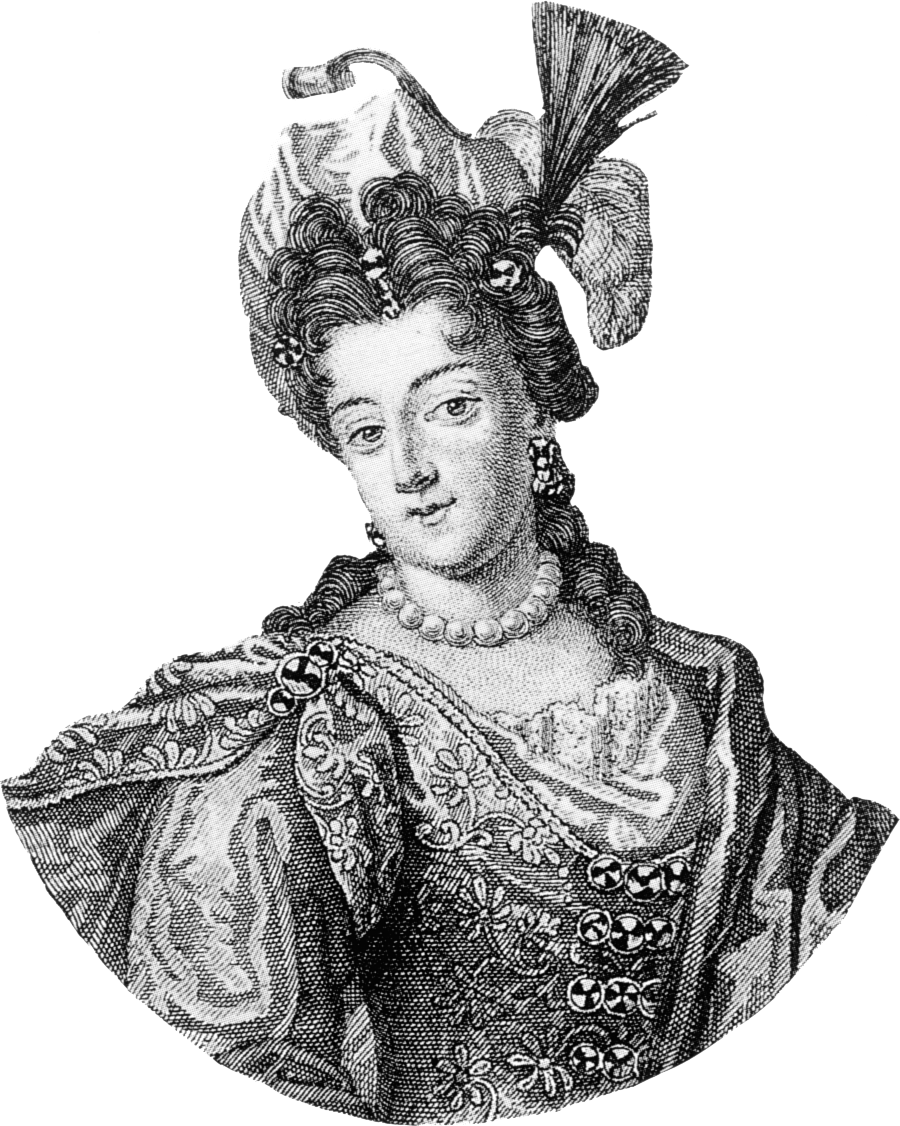
Madeleine de Scudéry (* 1607)

- 1607: Madeleine de Scudéry, französische Schriftstellerin des Barock
- 1608: Evangelista Torricelli, italienischer Physiker und Mathematiker
- 1618: Johan de Witt, holländischer Politiker
- 1622: Magnus Gabriel De la Gardie, schwedischer Graf, Reichsmarschall, Reichsdrost und Reichskanzler
- 1665: Franz Joachim Beich, deutscher Maler (Taufdatum)
- 1667: Ludwig Friedrich I., Fürst von Schwarzburg-Rudolstadt, Graf von Hohnstein, Herr von Rudolstadt, Blankenburg und Sondershausen
- 1681: Lukas Kern, deutscher Schiffsmeister, Wirt und Wohltäter
- 1686: Alessandro Galli da Bibiena, italienischer Architekt
- 1692: Alessandro Kardinal Albani, italienischer Adliger
- 1693: Franz Caspar Schnitger, niederländischer Orgelbauer
- 1701: Maria Margareta d’Youville, kanadische Ordensgründerin und Heilige der römisch-katholischen Kirche
- 1711: Elisabeth Therese von Lothringen, Königin von Sardinien
- 1726ː Françoise Duparc, französische Genremalerin des 18. Jahrhunderts und Hauptvertreterin des Rokoko
- 1729: Henri-François de Treytorrens, Schweizer Kaufmann und Reeder
- 1731: Leopold von Apfaltern, Jesuit und Mathematiker
- 1733: Christiane Sophie Charlotte von Brandenburg-Kulmbach, Herzogin von Sachsen-Hildburghausen
- 1738: Wenzel Joseph von Colloredo, österreichischer Feldmarschall
- 1741: Johann Baptista von Salis, Schweizer Politiker
- 1745: Alexander Abercromby, schottischer Jurist und Essayist
- 1745: Jean-Baptiste Huet, französischer Maler
- 1748: Christian zu Stolberg-Stolberg, deutscher Übersetzer und Lyriker
- 1753: Elizabeth Inchbald, englische Schauspielerin, Schriftstellerin und Dramatikerin
- 1758: Benedikt Arnstein, Schriftsteller
- 1761: Peter Grönland, dänischer Jurist, Musikkritiker, Volksliedsammler und Komponist
- 1763: Tani Bunchō, japanischer Maler und Dichter
- 1763: Johann Georg Tralles, Mathematiker und Physiker
- 1769: Johann Friedrich Bunte, deutscher Komponist
- 1771: Heinrich von Porbeck, badischer General und Militärschriftsteller

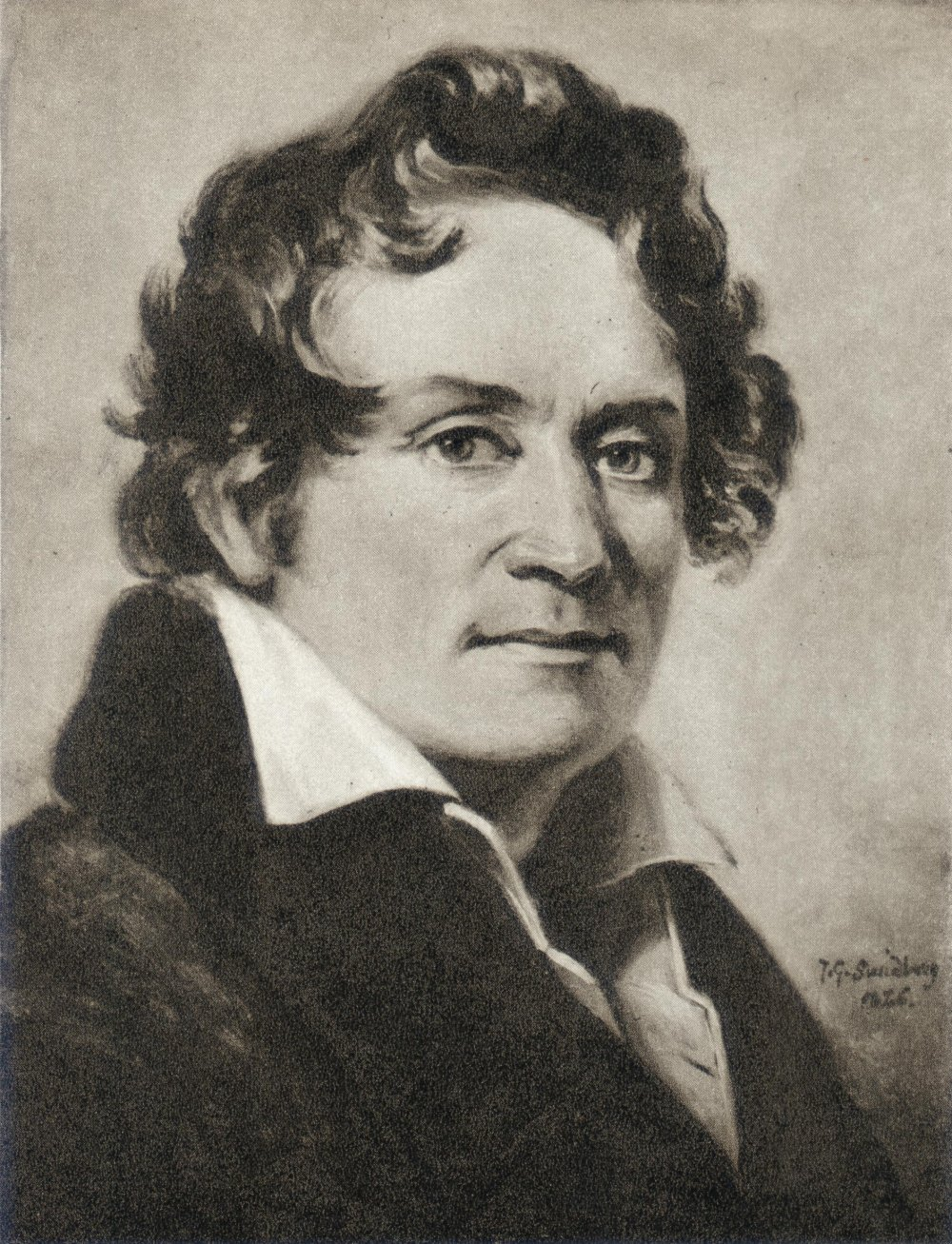
Bernhard Henrik Crusell (* 1775)

- 1775: Bernhard Henrik Crusell, finnisch-schwedischer Klarinettist und Komponist
- 1776ː Henriette Ulrike Ottilie von Pogwisch, Gründerin von Lesegesellschaften
- 1778: Paolo Ghiringhelli, Schweizer Benediktiner und Statthalter
- 1778: Gottlieb Hiller, deutscher Tagelöhner und Schriftsteller
- 1781: Johan Cesar Godeffroy, deutscher Kaufmann
- 1784: Thomas-Robert Bugeaud, französischer General und Marschall von Frankreich
- 1785: José Miguel Carrera, chilenischer Politiker
- 1786: James Holman, britischer Reisender, Abenteurer und Autor
- 1795: Friedrich Wilhelm IV., König von Preußen
- 1796: Carl Wilhelm Traugott von Mayer, deutscher Rechtsanwalt und Mitglied des Sächsischen Landtags
- 1797: Karl Wilhelm Ludwig Heyse, deutscher Altphilologe und Sprachwissenschaftler
- 1800: Georg Karl von Seuffert, deutscher Jurist

### 19. Jahrhundert

#### 1801–1850
- 1801: Seabury Ford, US-amerikanischer Politiker
- 1802: Louis-Eugène Cavaignac, Premierminister der Zweiten Französischen Republik
- 1803: Camille Durutte, französischer Musiktheoretiker und Komponist
- 1804: Wilhelm von Kaulbach, Maler
- 1804ː Minna von Mädler, deutsche Lyrikerin und Übersetzerin

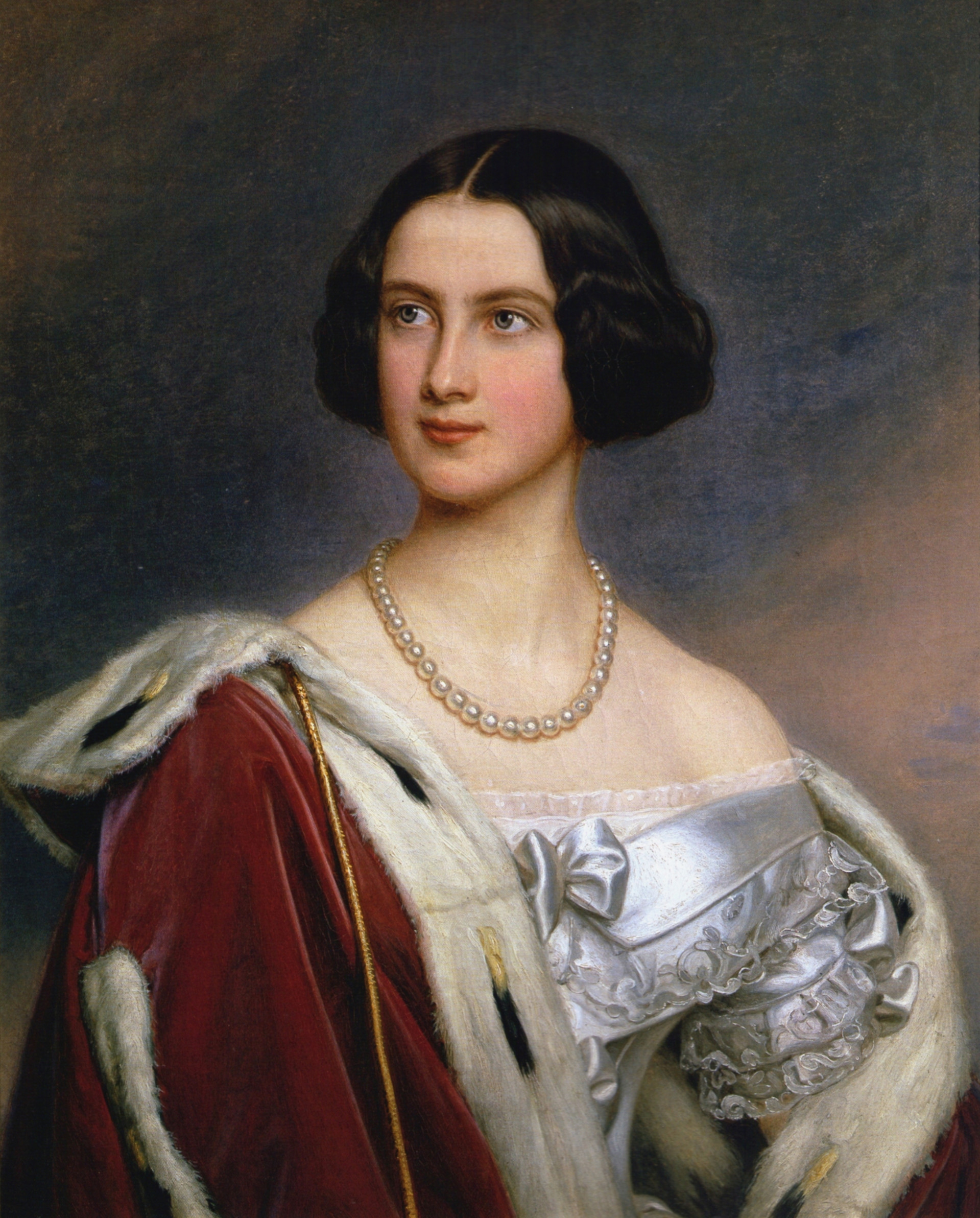
Marie von Preußen (* 1825)

- 1808: Ernst Kapp, deutscher Pädagoge, Geograph und Philosoph
- 1808: Moritz Schreber, deutscher Arzt und Pädagoge
- 1809: Chatschatur Abowjan, armenischer Schriftsteller
- 1810: Henricus Christianus Millies, niederländischer lutherischer Theologe und Orientalist
- 1811: Maximilian Duncker, deutscher Historiker und Politiker
- 1814: Michail Jurjewitsch Lermontow, russischer Schriftsteller
- 1815: Moritz Brosig, deutscher Komponist und Organist
- 1818: Alexander Dreyschock, böhmischer Klaviervirtuose und Komponist
- 1818: Johann Gungl, ungarndeutscher Geiger, Komponist und Dirigent
- 1818: Franz von Löher, deutscher Jurist, Historiker und Politiker
- 1821: Moritz Hartmann, Journalist, Schriftsteller und Politiker
- 1822: Kornél Ábrányi, ungarischer Pianist, Schriftsteller, Musiktheoretiker, Komponist und Musiker
- 1822: Karl Gayer, deutscher Forstwissenschaftler
- 1823: William Adams, englischer Ingenieur
- 1825: Georg Friedrich Carl Kölling, deutscher Bildhauer
- 1825: Marie Friederike von Preußen, Königin von Bayern und Mutter Ludwigs II.
- 1825: Armin zur Lippe-Weißenfeld, deutscher Gutsbesitzer, Agrarwissenschaftler, Reichstagsabgeordneter, Professor und Autor
- 1827: Friedrich Adler, deutscher Architekt und Archäologe
- 1827: Abdisho V. Khayat, Patriarch von Babylon der Chaldäer
- 1827: Mihály Zichy, ungarischer Maler
- 1829: Asaph Hall, US-amerikanischer Astronom und Entdecker der Marsmonde
- 1831: Horace Austin, US-amerikanischer Politiker
- 1831: Isabella Bishop, britische Reiseschriftstellerin
- 1832: Karl Atz, italienischer Kunsthistoriker und Priester
- 1836: James Tissot, französischer Maler
- 1839: Franz Treller, deutscher Regisseur, Schauspieler und Schriftsteller
- 1840: August Mau, deutscher Archäologe
- 1841: Sawwa Mamontow, russischer Industrieller und Mäzen
- 1844: Friedrich Nietzsche, deutscher Philosoph

#### 1851–1900
- 1855: Robert Turner, US-amerikanischer Bahai
- 1858: Frank Van der Stucken, US-amerikanischer Komponist und Dirigent
- 1861: Josef Ruederer, deutscher Schriftsteller
- 1861: Eduard Schmid, deutscher Politiker, Oberbürgermeister von München
- 1862: Conrad Ansorge, deutscher Pianist, Komponist und Musikpädagoge
- 1864: Friedrich Gustav Piffl, österreichischer Erzbischof und Kardinal
- 1865: Walter Oskar Ernst Amelung, deutscher klassischer Archäologe
- 1866: Laura Lemon, kanadische Komponistin und Pianistin
- 1867: Ferdinand Bronner, deutscher Schriftsteller und Dramatiker
- 1869: Alfred Andersen-Wingar, norwegischer Komponist
- 1869: Francisco Largo Caballero, spanischer Politiker und Ministerpräsident

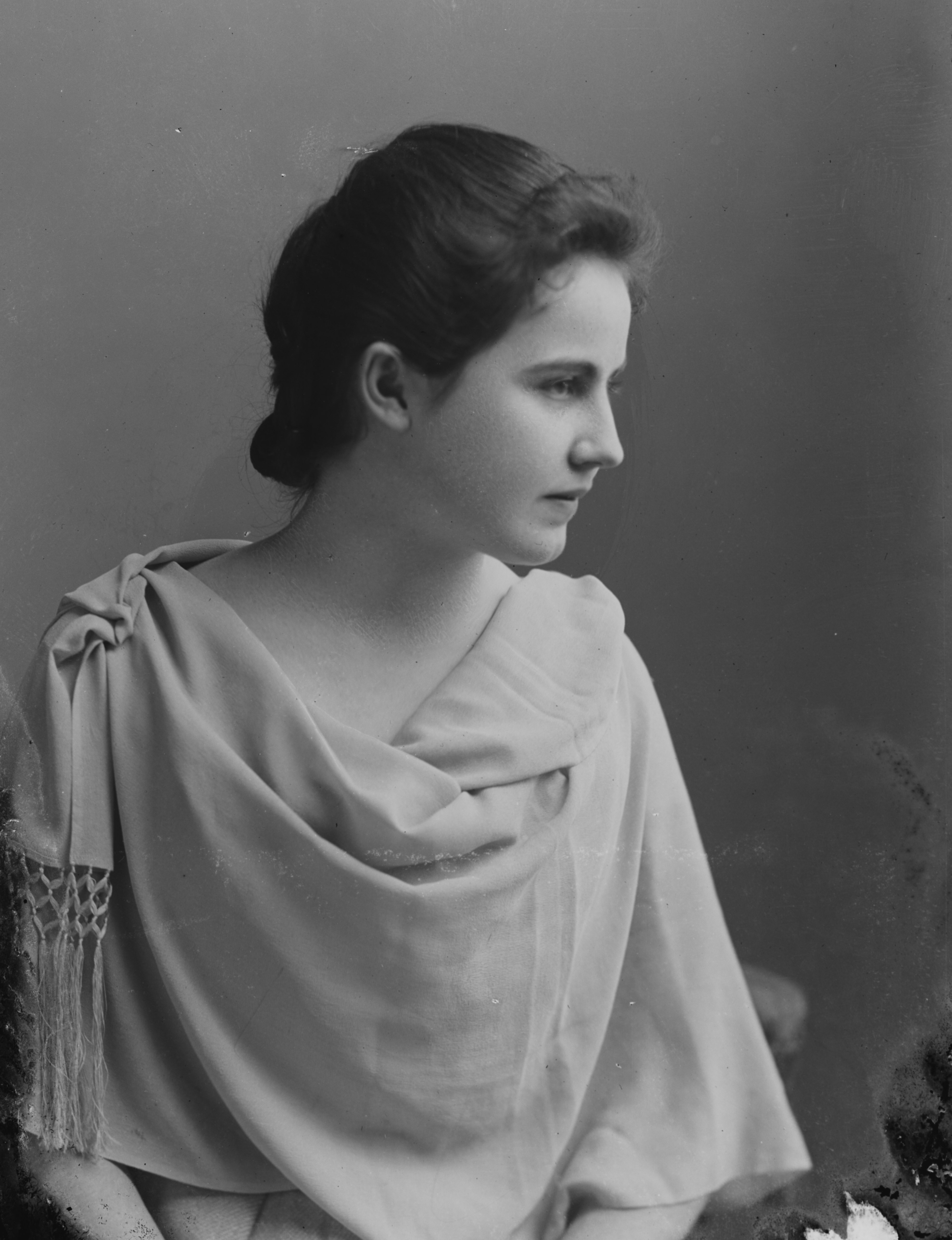
Edith Wilson (* 1872)

- 1870: Robert de Vogüé, französischer Geschäftsmann, Funktionär, Politiker und Marineoffizier
- 1871: Andreas Sprecher von Bernegg, Schweizer Pflanzenbauwissenschaftler
- 1872: Wilhelm Miklas, österreichischer Politiker
- 1872ː Edith Wilson, US-amerikanische First Lady
- 1876: Edmund Adler, österreichischer Künstler
- 1877: Karl Augustin, deutscher Politiker
- 1877: Wilhelm Stockums, Weihbischof in Köln
- 1879: Jane Darwell, US-amerikanische Schauspielerin
- 1879: Frédéric de Rabours, Schweizer Jurist und Politiker
- 1881: José Arce, argentinischer Politiker
- 1881: Pelham Grenville Wodehouse, englischer Schriftsteller
- 1882: Carl von Schubert, deutscher Staatsbeamter und Diplomat
- 1883: Kurt Arnold Findeisen, deutscher Schriftsteller
- 1884: Wilhelm Schapp, deutscher Philosoph
- 1885: Metod Doležil, tschechischer Chorleiter und Musikpädagoge
- 1885: Fridtjof Backer-Grøndahl, norwegischer Pianist und Komponist
- 1885: James Francis Hurley, australischer Fotograf und Kameramann
- 1885: Jóhannes Sveinsson Kjarval, isländischer Maler
- 1885: Ulrich Leman, deutscher Maler
- 1885: Hans-Hasso von Veltheim, deutscher Indologe, Anthroposoph und Weltreisender
- 1886: Rudolf von Marogna-Redwitz, deutscher Offizier und Widerstandskämpfer des 20. Juli 1944
- 1887: Oliver Godfrey, britischer Motorradrennfahrer und Flieger im Ersten Weltkrieg
- 1887: Emil Hegetschweiler, Schweizer Schauspieler
- 1887: Chester Ray Longwell, US-amerikanischer Geologe
- 1887: Fernán Silva Valdés, uruguayischer Schriftsteller
- 1890: Homer Martin Adkins, US-amerikanischer Politiker
- 1890: Ernst Krupka, ostpreußischer Evangelist
- 1892: József Nagy, ungarischer Fußballspieler und -trainer
- 1893: Carol II., rumänischer König
- 1894: Albert Albin Funk, deutscher Politiker
- 1895: Alfred Neumann, deutscher Schriftsteller
- 1896: Célestin Freinet, französischer Reformpädagoge und Begründer der Freinet-Pädagogik
- 1898: Roger Bourcier, französischer Autorennfahrer
- 1898: Joan Chetwynd, britische Autorennfahrerin
- 1898: Hans Heller, deutscher Komponist
- 1898: Walt Horan, US-amerikanischer Politiker
- 1898: Boughéra El Ouafi, algerischer Leichtathlet
- 1898: Günther Ramin, deutscher Organist
- 1898: Hertha Vogel-Voll, deutsche Buch- und Theaterautorin
- 1899: Adolf Brudes, deutscher Motorrad- und Automobilrennfahrer
- 1900: Fritz Feld, deutsch-US-amerikanischer Schauspieler
- 1900: Mervyn LeRoy, US-amerikanischer Filmregisseur und Filmproduzent

### 20. Jahrhundert

#### 1901–1925
- 1901: Hermann Josef Abs, deutscher Bankier
- 1901: Bernard von Brentano, deutscher Schriftsteller
- 1901: Franz Hartl, österreichischer Politiker
- 1902: Nancy Cole, US-amerikanische Mathematikerin
- 1902: Amparo Poch y Gascón, spanische Medizinerin, Autorin, Feministin und Anarchistin
- 1902: Anton Sabel, deutscher Politiker, MdB
- 1902: Andrij Schtoharenko, ukrainischer Komponist und Hochschullehrer
- 1903: George Amy, US-amerikanischer Filmeditor
- 1903: Svend Johannsen, dänischer Politiker in Schleswig-Holstein
- 1904: Wolfgang Weyrauch, deutscher Schriftsteller
- 1905: Ivan Eklind, schwedischer Fußballschiedsrichter
- 1905: Raymond Klibansky, deutsch-kanadischer Philosoph
- 1905: Angelo Schiavio, italienischer Fußballspieler
- 1905: C. P. Snow, britischer Wissenschaftler und Schriftsteller
- 1905: Dag Wirén, schwedischer Komponist
- 1906: Juan Pablo Miranda, kubanischer Flötist und Komponist
- 1906: Victoria Spivey, US-amerikanische Bluessängerin und -pianistin
- 1908: Osborne Anderson, US-amerikanischer Eishockeyspieler
- 1908ː Hazel Gaudet-Erskine, amerikanische Sozial- und Kommunikationswissenschaftlerin
- 1908: John Kenneth Galbraith, US-amerikanischer Ökonom
- 1908ː Christel Ulbrich, deutsche Tanztherapeutin
- 1909: Jesse Leonard Greenstein, US-amerikanischer Astronom
- 1909: Werner Lieven, deutscher Schauspieler
- 1910: Sybille Schloß, deutsche Schauspielerin
- 1911: Karl Bachmann, deutscher Politiker
- 1912: Nellie Lutcher, US-amerikanische Sängerin und Pianistin
- 1913: Wolfgang Lüth, deutscher U-Boot-Kommandant
- 1914: Mohammed Sahir Schah, König von Afghanistan
- 1915: Jitzhak Schamir, israelischer Politiker
- 1915: Carl Szokoll, deutscher Offizier und Widerstandskämpfer
- 1916: Karl Ebert, Weihbischof des Apostolischen Administrators in Erfurt und Meiningen
- 1916: Hassan Gouled Aptidon, dschibutischer Politiker
- 1916: Karl Marbach, katholischer Weihbischof in Straßburg
- 1917: Arthur M. Schlesinger, US-amerikanischer Historiker
- 1918: Roger Crovetto, französischer Autorennfahrer
- 1918: Augustin Kubizek, österreichischer Komponist
- 1918: Joe Vetrano, US-amerikanischer American-Football-Spieler
- 1919: Bernhard Hoffmann, deutscher Politiker
- 1919: Chuck Stevenson, US-amerikanischer Autorennfahrer
- 1920: Heinz Barth, deutscher Offizier der Waffen-SS, Kriegsverbrecher

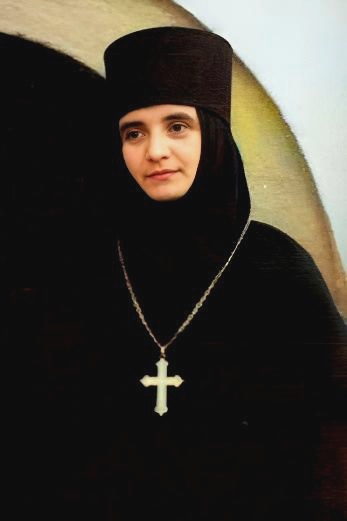
Gavrila Ignjatović (* 1920)

- 1920ː Gavrila Ignjatović, serbisch Äbtissin des Klosters Ravanica
- 1920: Heribert Meisel, österreichischer Sportjournalist
- 1920: Mario Puzo, US-amerikanischer Krimi-Schriftsteller
- 1920: Henri Verneuil, französischer Filmregisseur

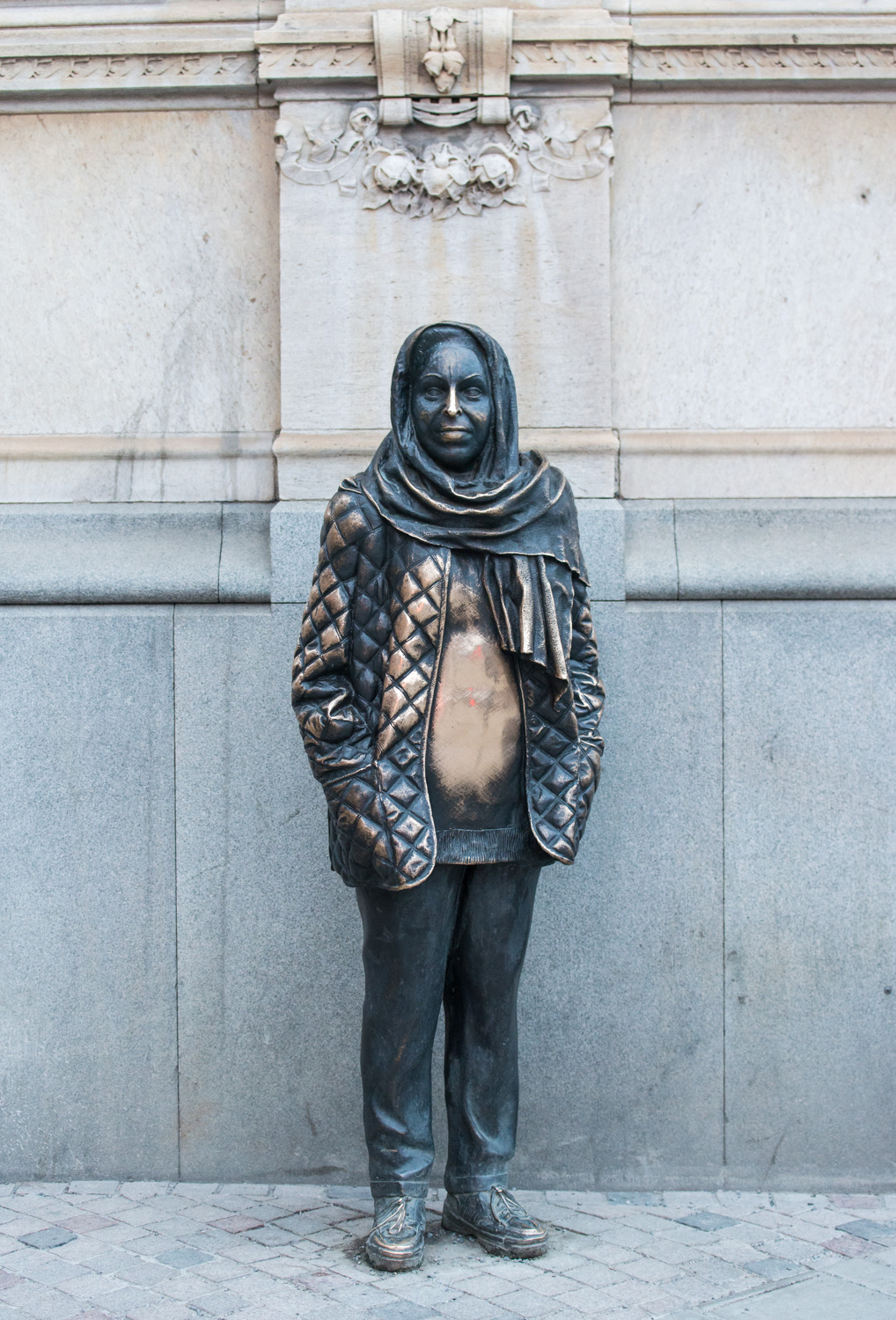
Margaretha Krook (* 1925)

- 1921: Angelica Adelstein-Rozeanu, rumänische Tischtennisspielerin
- 1921: Seymour Benzer, US-amerikanischer Physiker und Biologe
- 1921: Hoimar von Ditfurth, deutscher Arzt und Publizist
- 1921: Al Pease, kanadischer Autorennfahrer
- 1922: Robert Frederick Froehlke, US-amerikanischer Politiker
- 1922: Luigi Giussani, italienischer Priester, Päpstlicher Ehrenprälat
- 1923: Italo Calvino, italienischer Schriftsteller
- 1924: Raymond Argentin, französischer Kanute
- 1924: Mary Hesse, britische Wissenschaftstheoretikerin
- 1924: Lee Iacocca, US-amerikanischer Manager
- 1925: Mickey Baker, US-amerikanischer Sänger und Gitarrist
- 1925ː Aurora Bautista, spanische Schauspielerin
- 1925: Carl Becker, deutscher Klassischer Philologe
- 1925ː Margaretha Krook, schwedische Schauspielerin

#### 1926–1950
- 1926: Genrich Saulowitsch Altschuller, russischer Ingenieur und Wissenschaftler
- 1926: Michel Foucault, französischer Philosoph
- 1926: Ed McBain, US-amerikanischer Schriftsteller und Drehbuchautor
- 1926: Karl Richter, Chorleiter und Dirigent, Organist und Cembalist
- 1927ː Jeannette Charles, britisches Double von Queen Elisabeth II
- 1927: Hans Wußing, deutscher Wissenschaftshistoriker
- 1928: Eduard Schütz, baptistischer Theologe
- 1929: Werner Hennig, deutscher Jurist, Richter am Bundessozialgericht
- 1929: Enno Patalas, deutscher Filmhistoriker und -kritiker
- 1929: Teodoro Zeccoli, italienischer Automobilrennfahrer
- 1930: Christian Wiyghan Tumi, Erzbischof von Douala und Kardinal
- 1930: Romano Bonagura, italienischer Bobfahrer
- 1932: Gottfried «Göpf» Kottmann, Schweizer Ruderer und Bobfahrer
- 1932: Jaan Rääts, estnischer Komponist
- 1932: Hans Röhrs, deutscher Bergingenieur und Bergbauhistoriker
- 1932: Therese Zenz, deutsche Kanuweltmeisterin
- 1933: Harry Ott, deutscher Diplomat
- 1934: Fritz Pfenninger, Schweizer Radrennfahrer
- 1935: Barry McGuire, US-amerikanischer Sänger und Songschreiber
- 1936: Michel Aumont, französischer Filmschauspieler
- 1936: Ingo Richter, deutscher Professor und Kommunalpolitiker
- 1937: Omrane Sadok, tunesischer Boxer
- 1937: Karl-Heinz Schulze, deutscher Schauspieler und ehemaliger Nachtclub-Betreiber
- 1938: Rafael Aponte-Ledée, puerto-ricanischer Komponist
- 1938: Karyn von Ostholt-Haas, deutsche Schauspielerin
- 1939: Carmelo Bossi, italienischer Boxweltmeister
- 1939: Heide Keller, deutsche Schauspielerin und Drehbuchautorin
- 1939: Willibert Kremer, deutscher Fußballspieler und -trainer
- 1939: Telesphore Placidus Toppo, Erzbischof von Ranchi und Kardinal
- 1940: Isabella Ackerl, österreichische Historikerin, Germanistin und Autorin
- 1940: Peter Doherty, australischer Veterinär und Virologe, Nobelpreisträger
- 1940ː Fanny Howe, US-amerikanische Dichterin und Schriftstellerin
- 1940: Benno Ohnesorg, deutscher Student, Opfer eines Polizeieinsatzes
- 1940: Edwin Skinner, Leichtathlet aus Trinidad und Tobago
- 1942: Chris Andrews, britischer Sänger und Songschreiber
- 1943: Monika Gabriel, deutsche Schauspielerin
- 1943: Gerhard Piaskowy, deutscher Boxer und Spieleautor
- 1943: John Street, US-amerikanischer Politiker
- 1944: Orlando Antonini, italischer Erzbischof und Diplomat
- 1944: Jesús Atienza Serna, spanischer Botschafter
- 1944: Sali Berisha, albanischer Politiker, Staatspräsident
- 1944: Peter Porsch, deutscher Politiker, MdL
- 1944: Mathias Spahlinger, deutscher Komponist
- 1944: David Trimble, britischer Politiker, Nobelpreisträger
- 1945: Juan José Asenjo Pelegrina, Erzbischof von Sevilla
- 1945: Antonio Cañizares Llovera, Erzbischof von Toledo, Kardinal
- 1946: Victor Banerjee, indischer Schauspieler
- 1946: Richard Carpenter, US-amerikanischer Musiker und Komponist
- 1946: Palle Danielsson, schwedischer Jazz-Bassist
- 1946: Tessa de Loo, niederländische Schriftstellerin
- 1946: Benedikt Weibel, Schweizer Manager, Generaldirektor der SBB
- 1947: Walter Boudreau, kanadischer Komponist und Saxophonist
- 1947: Jan Niklas, deutscher Schauspieler
- 1947: José Viccario, argentinischer Boxer
- 1948: Andreas Angerstorfer, deutscher Theologe und Judaist
- 1948: Chris de Burgh, irischer Pop-Sänger
- 1948: Bruno Rahmen, Schweizer Fußballspieler
- 1948: Konrad Sabrautzky, deutscher Regisseur und Drehbuchautor
- 1949: Mustafa Abubakar, indonesischer Politiker
- 1949: Bilal Arular, türkischer Fußballspieler und -trainer
- 1949: Jochen Beyse, deutscher Schriftsteller
- 1949: Jürgen Haufe, deutscher Grafiker und Maler
- 1949: Michael Köhlmeier, österreichischer Schriftsteller
- 1949: Tanya Roberts, US-amerikanische Schauspielerin
- 1949: Boualem Sansal, algerischer Schriftsteller
- 1949: Norbert Schindler, deutscher Politiker, MdB
- 1950: Horst Stachelhaus, deutscher Musiker

#### 1951–1975
- 1951: Abdel Moneim Abul Futuh, ägyptischer Politiker
- 1951: Heinz Schmitt, deutscher Politiker, MdB
- 1951: Roscoe Tanner, US-amerikanischer Tennisspieler
- 1952: Manuel Jiménez, dominikanischer Sänger und Komponist
- 1952: Lydia Lei, US-amerikanische Schauspielerin
- 1953: Manfred Angerer, österreichischer Musikwissenschaftler
- 1953: Tito Jackson, US-amerikanischer Musiker (Jackson Five)
- 1953: Günther Oettinger, EU-Kommissar für Digitale Wirtschaft und Gesellschaft, ehemals EU-Energiekommissar
- 1953: Peter Rösch, Bürgerrechtler in der DDR
- 1953: Franz Sabo, deutscher katholischer Pfarrer
- 1954: Gabrio Rosa, italienischer Autorennfahrer
- 1956: Freddie Röckenhaus, deutscher Journalist und Dokumentarfilmer
- 1956: Claus Vinçon, deutscher Schauspieler
- 1957: Mira Nair, indische Filmregisseurin
- 1957: Payao Poontarat, thailändischer Boxer
- 1958: Michaele Hustedt, deutscher Politiker
- 1958: Perlat Musta, albanischer Fußballspieler
- 1959: Sarah Ferguson, britische Autorin, Duchess of York
- 1960: Lolita Morena, Schweizer Moderatorin, Miss Schweiz 1982
- 1961: Mikael Appelgren, schwedischer Tischtennisspielern
- 1962: Olaf Arnoldi, deutscher Jurist
- 1962: Mariella Mularoni, san-marinesische Politikerin, Staatsoberhaupt San Marinos
- 1963: Claus Kruesken, deutscher Radio- und Fernsehmoderator
- 1964: Olaf Rieck, deutscher Bergsteiger
- 1965: Stephen Tompkinson, britischer Schauspieler
- 1965: Lars Walther, dänischer Handballspieler und -trainer
- 1966: Eric Benét, US-amerikanischer Rhythm-and-Blues-Sänger
- 1966: Jorge Campos, mexikanischer Fußballspieler
- 1966: Zoran Đorđić, serbischer Handballspieler
- 1967: Richard Cobbing, britischer Freestyle-Skier
- 1967: Götz Otto, deutscher Schauspieler
- 1967: Gerlind Scheller, deutsche Synchronschwimmerin
- 1967: Holger Waldenberger, deutscher Quizspieler
- 1967: Girma Yifrashewa, äthiopischer Komponist und Pianist
- 1968: Han-bong An, südkoreanischer Ringer
- 1968: Didier Deschamps, französischer Fußballspieler und -trainer
- 1969: Vítor Baía, portugiesischer Fußballspieler
- 1969: Markus Freiherr von Rotberg, deutscher Fußballspieler
- 1969: Bettina Schoeller, deutsche Filmregisseurin
- 1970: Reid Anderson, US-amerikanischer Jazz-Bassist und Komponist
- 1970: Zeb Atlas, US-amerikanischer Pornodarsteller, Bodybuilder und Model
- 1970: Ginuwine, US-amerikanischer Sänger
- 1970: Pernilla Wiberg, schwedische Skirennläuferin
- 1971: Andy Cole, englischer Fußballspieler

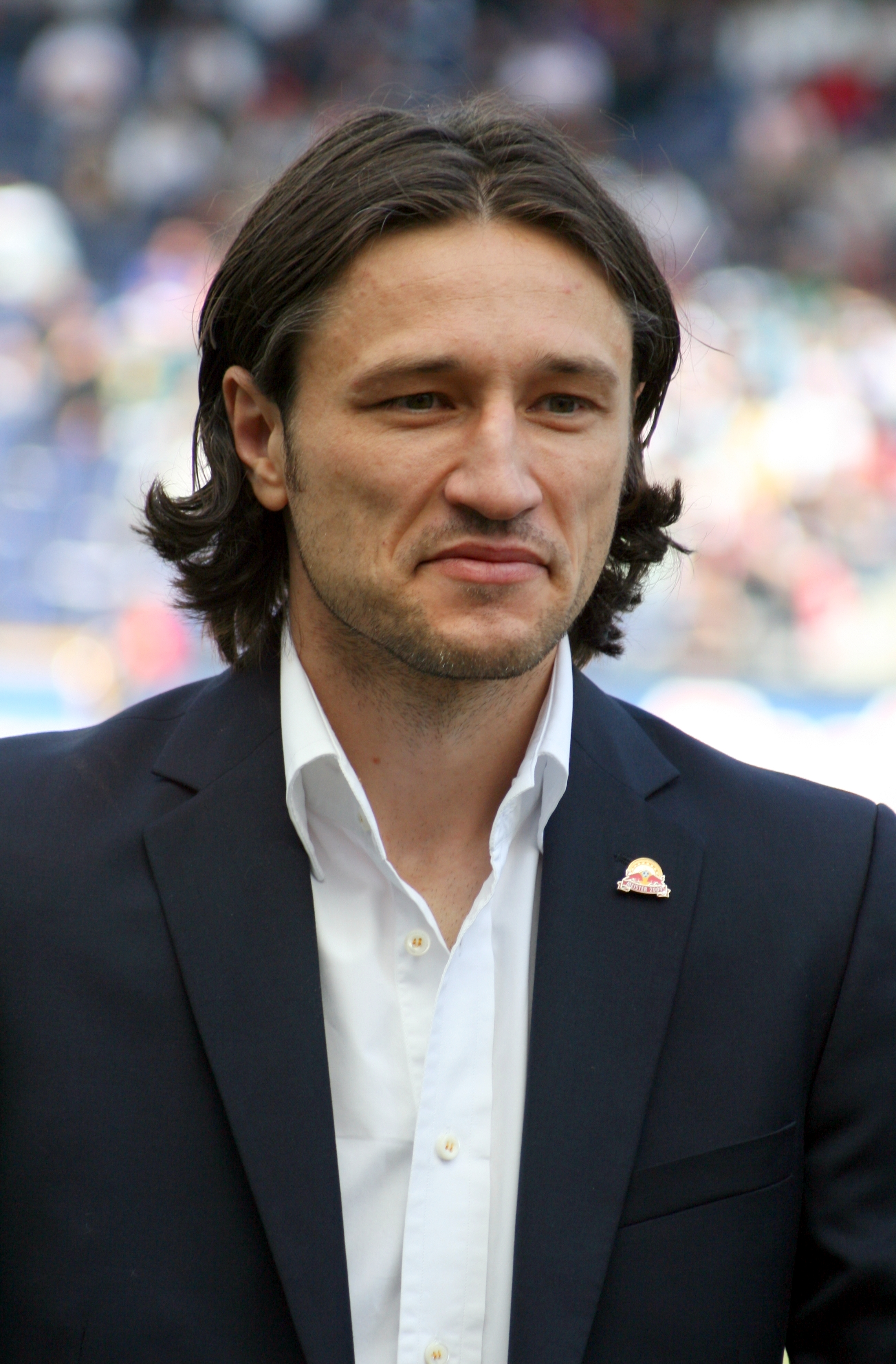
Niko Kovač (* 1971)

- 1971: Niko Kovač, kroatischer Fußballspieler und -trainer
- 1972: Carlos Checa, spanischer Motorradrennfahrer
- 1972: Axel Geerken, deutscher Handballspieler
- 1972: Sandra Kim, belgische Sängerin
- 1972: Michél Mazingu-Dinzey, deutsch-kongolesischer Fußballspieler
- 1973: Alex Nyarko, ghanaischer Fußballspieler
- 1973: Meike Schlecker, deutsche Unternehmerin
- 1974: Simon Böer, deutscher Schauspieler
- 1974: Nicolai Borger, deutscher Schriftsteller, Regisseur und Schauspieler
- 1975: Raja Atreya, deutscher Immunologe

#### 1976–2000
- 1976: Elisa Aguilar, spanische Basketballspielerin
- 1976: Jody Hill, US-amerikanischer Filmregisseur und Drehbuchautor
- 1976: Duško Pavasovič, slowenischer Schachgroßmeister
- 1977: Martin Schatke, deutscher Autor
- 1977: David Trezeguet, französischer Fußballspieler
- 1977: Patricio Urrutia, ecuadorianischer Fußballspieler
- 1978: Gregor Kartsios, deutscher Computerspiel-Journalist und Redakteur
- 1978: Kirsi Välimaa, finnische Skilangläuferin
- 1978: Katharina Wackernagel, deutsche Schauspielerin
- 1979: Absztrakkt, deutscher Rapper
- 1980: Henrik Ajax, schwedisch-deutscher Komponist
- 1980: Tom Boonen, belgischer Radrennfahrer
- 1980: Heikki Kallio, finnischer Schachgroßmeister
- 1980: Alex Rodríguez, andorranischer Fußballspieler
- 1980: André Wiwerink, deutscher Fußballspieler
- 1981: Francesco Benussi, italienischer Fußballspieler
- 1981: Andreas Christ, deutscher Schauspieler
- 1981: Keyshia Cole, US-amerikanische Soul- und R&B-Sängerin
- 1981: Mohamed Shawky, ägyptischer Fußballspieler
- 1983: Tom Boardman, britischer Autorennfahrer
- 1983: Andreas Ivanschitz, österreichischer Fußballspieler
- 1983: Bruno Senna, brasilianischer Rennfahrer
- 1984: Iwo Angelow, bulgarischer Ringer
- 1984: Akua Anokyewaa, ghanaische Fußballspielerin
- 1984: Elize Ryd, schwedische Sängerin
- 1985: Arron Agustin Afflalo, US-amerikanischer Basketballspieler
- 1985: Marcos Martínez, spanischer Rennfahrer
- 1986: Manuel Agudo Durán, spanischer Fußballspieler
- 1986: Carlo Janka, Schweizer Skirennfahrer
- 1986: Janni Arnth Jensen, dänische Fußballspielerin
- 1987: Serge Akakpo, togoisch-beninisch-französischer Fußballspieler
- 1987: Ole Kittner, deutscher Fußballspieler
- 1987: Ott Tänak, estnischer Rallyefahrer
- 1988: Konstantin Frank, deutsch-russischer Schauspieler
- 1988: Dominique Jones, US-amerikanischer Basketballspieler
- 1988: Pia Marxkord, deutsche Fußballspielerin

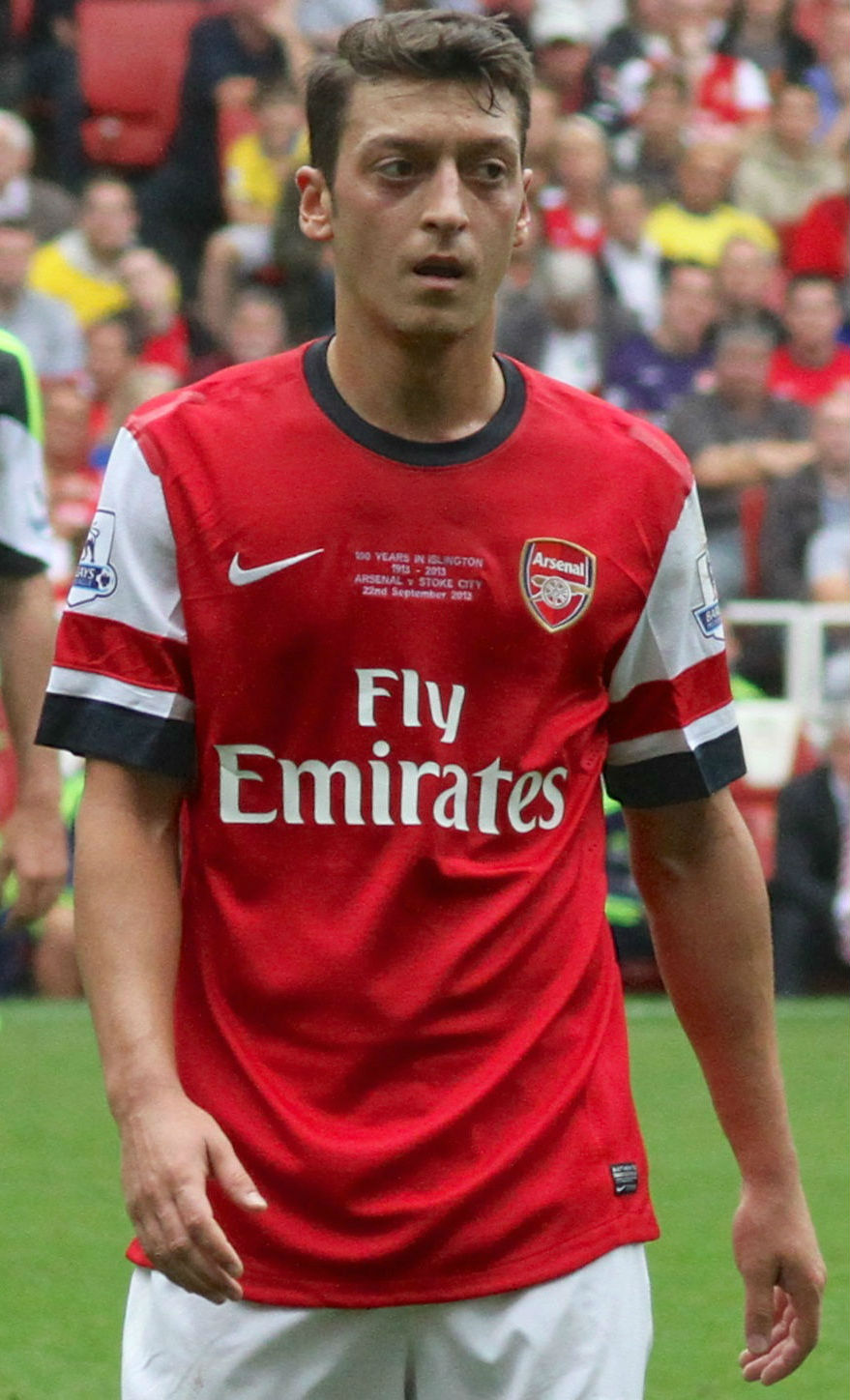
Mesut Özil (* 1988)

- 1988: Mesut Özil, deutscher Fußballspieler
- 1989: Joeri Adams, belgischer Cyclocross- und Straßenradrennfahrer
- 1989: Denis Hollenstein, Schweizer Eishockeyspieler
- 1989: Harrison Kennedy, liberianischer Fußballspieler
- 1989: Dominic Storey, neuseeländischer Rennfahrer
- 1990: Johannes Lochner, deutscher Bobfahrer
- 1990: Benjamin Trinks, deutscher Schauspieler
- 1992: Alejandro Fernández Iglesias, spanischer Fußballspieler
- 1992: Sarah Engels, deutsche Sängerin
- 1992: Justin Wolf, deutscher Radrennfahrer
- 1993: Karoline Heinze, deutsche Fußballspielerin
- 1994: Christopher Rudeck, deutscher Handballspieler
- 1995: Jakob Pöltl, österreichischer Basketballspieler
- 1996: Jerome Müller, deutscher Handballspieler
- 1997: Andreja Slokar, slowenische Skirennläuferin
- 1998: Drew Dalman, US-amerikanischer American-Football-Spieler
- 1998: Pauline Rénevier, deutsche Schauspielerin
- 1998: Giacomo Vrioni, albanisch-italienischer Fußballspieler
- 1999: Ben Woodburn, walisischer Fußballspieler
- 2000: Maren Tellenbröker, deutsche Fußballspielerin

### 21. Jahrhundert
- 2005: Christian zu Dänemark, dänischer Thronfolger

## Gestorben

### Vor dem 16. Jahrhundert
- 0892: al-Mu'tamid, Kalif der Abbasiden
- 0898: Lambert von Spoleto, König von Italien und römischer Kaiser
- 0912: Abdallah, Emir von Córdoba
- 0950: Suniario I., Graf von Barcelona, Girona, Urgell und Osona
- 0961: Abd ar-Rahman III., achter Emir und erster Kalif von Córdoba
- 1002: Heinrich der Große, Herzog von Burgund
- 1027: Aurelia, römisch-katholische Heilige
- 1080: Rudolf von Rheinfelden, Herzog von Schwaben, Gegenkönig im Heiligen Römischen Reich
- 1094: Bertha von Holland, Königin von Frankreich
- 1167: Raimund I. Trencavel, Vizegraf von Béziers und Agde
- 1191: Rudolf I., Herr von Creil und Graf von Clermont-en-Beauvaisis
- 1232: Albrecht I. von Käfernburg, Erzbischof von Magdeburg
- 1243: Hedwig von Andechs, Herzogin von Schlesien und Heilige der römisch-katholischen Kirche
- 1283: Johann I., Herr von Werle
- 1293: Edelin, Abt des Klosters Weißenburg
- 1328: Robert de Holand, 1. Baron Holand, englischer Adeliger
- 1333: Johanna von Flandern, französische Aristokratin und Geistliche
- 1352: Gilles Li Muisis, französischer Mönch, Chronist und Dichter
- 1361: Humphrey de Bohun, 6. Earl of Hereford, englischer Magnat
- 1370: Tello Alfonso von Kastilien, Herr von Biskaya
- 1382: Michele Morosini, 61. Doge von Venedig
- 1389: Bartolomeo Prignano, unter dem Namen Urban VI. Papst
- 1434: Euphemia Stewart, Tochter des schottischen Königs Robert II.
- 1444: Niccolò Piccinino, italienischer Condottiere
- 1496: Gilbert de Bourbon-Montpensier, Graf von Montpensier, Herzog von Sessa und Vizekönig von Neapel

### 16. bis 18. Jahrhundert
- 1536: Germaine de Foix, französische Adelige und Königin von Aragón und Sizilien
- 1539: Jost III. von Rosenberg, Adeliger aus dem Geschlecht der Rosenberger
- 1542: William Fitzwilliam, 1. Earl of Southampton, Vertrauter des englischen Königs Heinrich VIII.
- 1544: Charles de Gramont, Erzbischof von Bordeaux

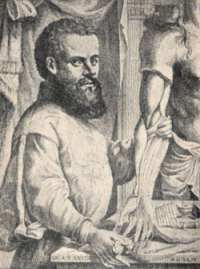
Andreas Vesalius

- 1564: Andreas Vesalius, flämischer Anatom
- 1573: Petrus Gonesius, polnischer katholischer Theologe
- 1586: Elisabeth von Dänemark und Norwegen, Herzogin von Mecklenburg
- 1586: Filippa Duci, piemontesische Adlige, Mätresse des französischen Königs Heinrich II.
- 1586: Johannes Fädminger, Schweizer evangelischer Geistlicher
- 1589: Jacopo Zabarella, italienischer Philosoph
- 1609: Joseph Heintz der Ältere, Schweizer Maler
- 1611: Anna Erika von Waldeck, Äbtissin des Stiftes Gandersheim
- 1619: Anton II., Graf von Delmenhorst
- 1648: Simone Cantarini, italienischer Maler
- 1651: James Stanley, 7. Earl of Derby, englischer Peer, Politiker und Militär
- 1660: John Carew, englischer Politiker
- 1662: José de Garro, spanischer Offizier, Kolonialadministrator und Gouverneur in Tucumán, am Río de la Plata und in Chile
- 1662: Sophia Henriette von Waldeck, Herzogin von Sachsen-Hildburghausen
- 1676: Simon de Vos, flämischer Maler
- 1678: Abraham Heidanus, deutscher reformierter Theologe
- 1680: Bedřich Bridel, böhmischer Schriftsteller und Jesuiten-Missionar Societas Jesu
- 1688: Anna Salome von Salm-Reifferscheidt, Fürstäbtissin von Essen
- 1690: Adam Frans van der Meulen, flämischer Maler
- 1690: Juan de Valdés Leal, spanischer Maler und Bildhauer
- 1691: Johann König, deutscher Orgelbauer
- 1702: José de Garro, spanischer Offizier, Kolonialadministrator und Gouverneur in Tucumán, am Río de la Plata und in Chile
- 1702: Sophia Henriette von Waldeck, Herzogin von Sachsen-Hildburghausen
- 1711: Saif ibn Sultan I., Imam von Oman
- 1713: Johann Michael Feuchtmayer, deutscher Maler und Kupferstecher
- 1713: Johannes Rulle, deutscher Zisterzienser und Abt des Klosters Marienfeld
- 1716: Jakob Gronovius, deutsch-niederländischer klassischer Philologe, Archäologe, Historiker und Geograph
- 1729: Emilie Agnes Reuß zu Schleiz, Herzogin von Sachsen-Weißenfels-Dahme
- 1737: Matteo Sassano, genannt Matteuccio, italienischer Kastrat und Opernsänger
- 1741: Anna Maria Franziska, Prinzessin von Sachsen-Lauenburg, Pfalzgräfin von Neuburg und Großherzogin der Toskana
- 1745: Johann Maximilian von Welsch, deutscher Architekt, Oberbaudirektor und Festungsbaumeister
- 1754: Christian Ludwig von Löwenstern, deutscher Maler, Dichter und Komponist
- 1761: Johann Georg Walther, deutscher Pädagoge, Rhetoriker und Ethnologe
- 1767: Maria Josepha von Österreich, Erzherzogin von Österreich
- 1774: Levin-Friedrich von Bismarck, preußischer Justizminister und Präsident des Kammergerichts
- 1774: Dmitri Wassiljewitsch Uchtomski, russischer Architekt
- 1797: Bernd Jakob von Arnim, preußischer Beamter und Numismatiker

### 19. Jahrhundert
- 1804: Antoine Baumé, französischer Chemiker und Pharmazeut
- 1805: Johann Georg Bechtold, deutscher Philosoph, Literaturwissenschaftler, Rhetoriker und evangelischer Theologe
- 1808: James Anderson of Hermiston, schottischer Schriftsteller
- 1811: Nathaniel Dance-Holland, britischer Maler und Politiker
- 1815: Eduard von Wattenwyl, Schweizer evangelischer Geistlicher
- 1817: Jean Louis Burckhardt, Schweizer Forscher
- 1817: Tadeusz Kościuszko, polnischer Adeliger, General und Nationalheld
- 1820: Karl Philipp Fürst zu Schwarzenberg, österreichischer General
- 1833: Michał Kleofas Ogiński, polnisch-litauischer Komponist, Politiker und Diplomat
- 1838: Letitia Elizabeth Landon, britische Dichterin und Romanschriftstellerin
- 1839ː Henriette Voigt, deutsche Pianistin und Salonière
- 1852: Friedrich Ludwig Jahn, deutscher Turnvater
- 1855: Désiré-Alexandre Batton, französischer Komponist
- 1858: Carl Gustav Mosander, schwedischer Chemiker
- 1869: Charles Nicolas Aubé, französischer Arzt und Entomologe
- 1872: Handrij Zejler, sorbischer Dichter und Herausgeber
- 1877: Amalie Baader, deutsche Schriftstellerin
- 1890: Christian Wilhelm Ludwig von Abeken, deutscher Politiker
- 1891: Ludwig Aloys von Arco auf Valley, deutscher Diplomat
- 1891: Friedrich Zarncke, deutscher Germanist
- 1894ː Frida von Bülow, Jugendliebe des niederdeutschen Dichters Fritz Reuter
- 1899: Johann Nepomuk Fuchs, österreichischer Komponist und Kapellmeister
- 1899: Wilhelm Sick, deutscher Apotheker und Politiker
- 1900: Zdeněk Fibich, tschechischer Komponist

### 20. Jahrhundert

#### 1901–1950
- 1901: Ida Seele, deutsche Kindergärtnerin des Fröbelkindergartens
- 1904: Georg I., König von Sachsen
- 1904: Gaetano Fabiani, italienischer Musiker und Komponist
- 1906: Anastasios Christomanos, griechischer Chemiker und Rektor der Universität Athen
- 1908: Jakob Hermann Bockenheimer, deutscher Arzt und Chirurg
- 1913: Faisal ibn Turki, Sultan von Maskat und Oman
- 1914: Mildred Sanderson, US-amerikanische Mathematikerin
- 1914: Ludwig Sauerhöfer, deutscher Ringer
- 1914: Tycho von Wilamowitz-Moellendorff, deutscher Altphilologe
- 1915: Theodor Boveri, deutscher Zoologe
- 1915: Paul Scheerbart, Schriftsteller fantastischer Literatur und Zeichner
- 1915: Alexandre Triquet, Schweizer Typograf und Politiker
- 1917: Donald M. Dickinson, US-amerikanischer Politiker

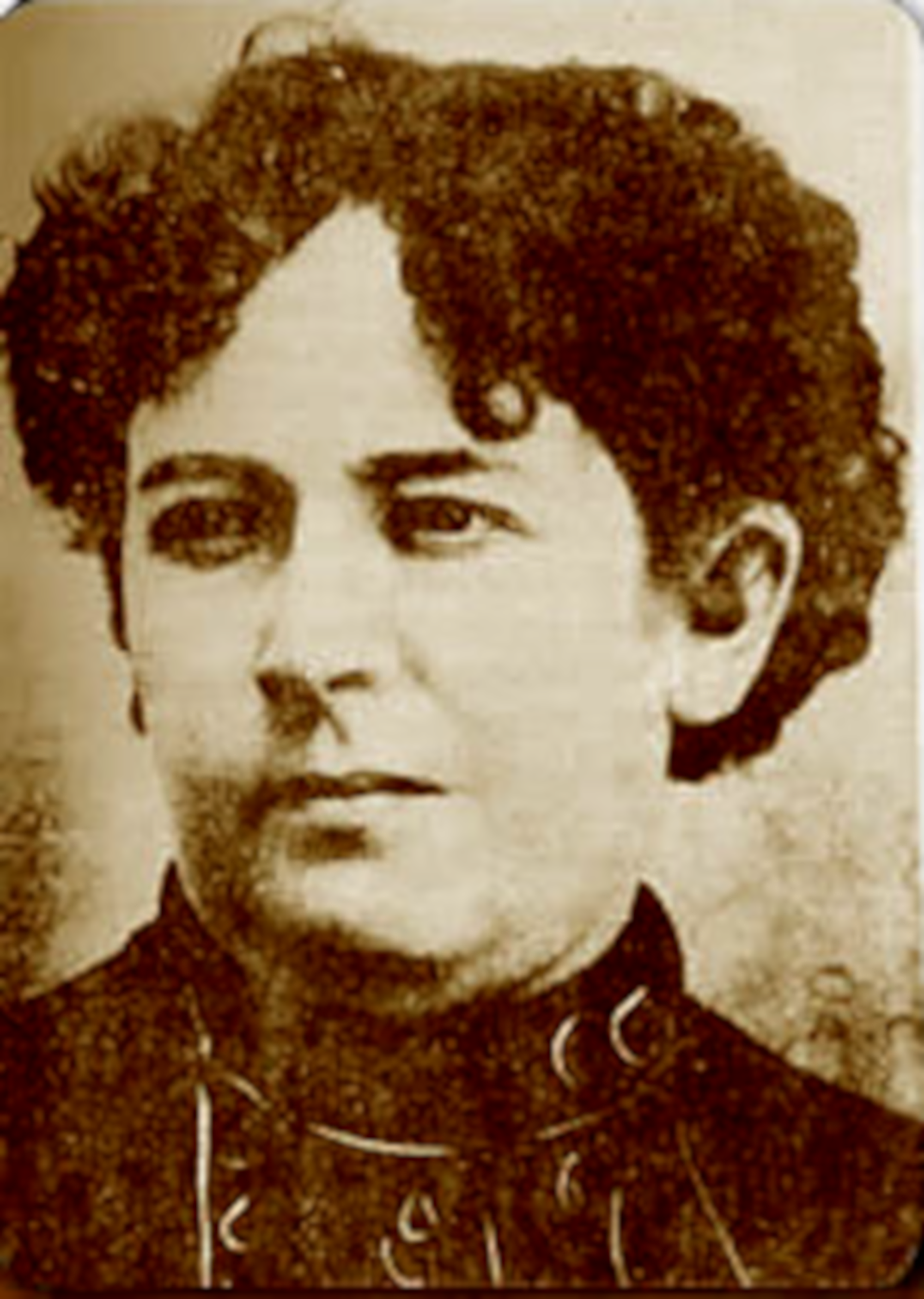
Dolores Jiménez y Muro († 1925)

- 1917: Mata Hari, niederländische Tänzerin, Kurtisane und Spionin
- 1918: Johnny Aitken, US-amerikanischer Automobilrennfahrer
- 1918: Antonio Cotogni, italienischer Opernsänger
- 1925ː Dolores Jiménez y Muro, mexikanische Freiheitskämpferin, Revolutionärin
- 1931: Giuseppe Ernesto Ardizzone, US-amerikanischer Mobstern
- 1932: Iwan Rerberg, russischer Bauingenieur
- 1933: Inazo Nitobe, japanischer Gelehrter
- 1934: Samuel Fischer, deutscher Verleger
- 1935: Werner Abel, deutscher Journalist
- 1936: Benno von Achenbach, Begründer der deutschen Kutschfahrkunst
- 1937: Jewgeni Gwaladse, georgischer Widerstandskämpfer
- 1938: Adolf Hamm, deutscher Organist
- 1938: Lambert Hofer senior || österreichischer Unternehmer
- 1938: Paula Ollendorff || deutsche Pädagogin und Kommunalpolitikerin
- 1938: Gustav Wischnövski || deutscher Politiker (DNVP), MdR
- 1938: Lion Wohlgemuth, deutscher Unternehmer, Feuerwehrmann, Mäzen und NS-Opfer
- 1939: Robert Haab, Schweizer Politiker
- 1943: Heinrich Maria von Aretin, deutscher Politiker
- 1943: Paul Büttner, deutscher Chorleiter, Musikkritiker und Komponist
- 1943: Stasys Šimkus, litauischer Komponist
- 1945: Karl Alwin, deutscher Dirigent
- 1945: Kinoshita Mokutarō, japanischer Schriftsteller und Arzt
- 1946: Hermann Göring, deutscher Politiker und Oberbefehlshaber der Luftwaffe, Kriegsverbrecher
- 1949: László Rajk, ungarischer Politiker

#### 1951–2000
- 1951: Friedrich Wilhelm Andreas, deutscher Bildhauer, Porzellandesigner und Innenarchitekt
- 1953: Helene Mayer, deutsche Florettfechterin und Olympiasiegerin
- 1955: Serafín María Armora y González, mexikanischer Bischof
- 1955: Maximilian Bader, deutscher Orgelbauer
- 1958: Teodoro Gutiérrez Calderón, kolumbianischer Lyriker und Schriftsteller
- 1958: Erik Jonsson, schwedischer Sportschütze
- 1959: Stepan Bandera, ukrainischer Politiker
- 1959: Leopold Fejér, ungarischer Mathematiker
- 1959: Felix Ortt, niederländischer Autor, Philosoph und Anarchist
- 1959: Henk Robijns, niederländischer Karambolagespieler und Weltmeister
- 1960: Henny Porten, deutsche Schauspielerin und Stummfilmstar
- 1962: John Ronan, kanadischer Komponist, Chorleiter und Musikpädagoge
- 1963: Edmond Fleg, französischer Schriftsteller
- 1964: Cole Porter, US-amerikanischer Komponist und Liedtexter
- 1965: Abraham Fraenkel, deutsch-israelischer Mathematiker
- 1966: Lee L. Blair, US-amerikanischer Jazz-Gitarrist und Banjospieler
- 1967: Marcel Aymé, französischer Erzähler und Dramatiker
- 1967: Gigi Meroni, italienischer Fußballspieler
- 1969: Karl Saller, deutscher Anthropologe und Arzt
- 1971: Albert Alain, französischer Organist und Komponist
- 1972: Elizabeth Ruth Bennett, US-amerikanische Mathematikerin
- 1972: Joachim Maass, deutscher Schriftsteller und Lyriker
- 1972: Franz Xaver Weidinger, österreichischer Maler
- 1974: Arie Aroch, israelischer Maler und Diplomat
- 1975: P. C. Ettighoffer, deutscher Schriftsteller
- 1976: Carlo Gambino, US-amerikanischer Gangster
- 1980: Bobby Lester, US-amerikanischer Sänger
- 1981: Nabia Abbott, US-amerikanische Islamwissenschaftlerin
- 1981: Philip Fotheringham-Parker, britischer Autorennfahrer
- 1982: Johannes Gohl, deutscher Offizier
- 1983: Pat O’Brien, US-amerikanischer Schauspieler
- 1984: Paolo Marella, italienischer Kurienkardinal und vatikanischer Diplomat
- 1985: Sandro Angiolini, italienischer Comiczeichner und Cartoonist
- 1987: Thomas Sankara, Präsident von Burkina Faso
- 1988: Serafín Aedo, spanischer Fußballspieler
- 1989: Danilo Kiš, serbischer Schriftsteller
- 1994: Jean Dasté, französischer Schauspieler und Theaterregisseur
- 1994: Sarah Kofman, französische Philosophin
- 1995: Marco Campos, brasilianischer Rennfahrer
- 1995: Alfredo Torres Romero, mexikanischer Geistlicher
- 1996: Karl-Heinz Ahlheim, deutscher Schachkomponist
- 1997: Henryk Bista, polnischer Schauspieler
- 1997: Walter Fritzsch, deutscher Fußballspieler und -trainer
- 1997: Samuel Rothenberg, deutscher Theologe und Komponist
- 1998: Rolf Agop, deutscher Dirigent und Hochschullehrer
- 1999: Torsten Lilliecrona, schwedischer Schauspieler
- 2000: Hans-Joachim Becke, deutscher Brigadegeneral des Heeres der Bundeswehr
- 2000: Konrad Bloch, deutscher Biochemiker, Nobelpreisträger
- 2000: Leo Marini, argentinischer Sänger

### 21. Jahrhundert
- 2001: Jean Laurent, belgischer Violinist und Musikpädagoge
- 2003: Robert Müller, Schweizer Bildhauer
- 2004: Per Højholt, dänischer Schriftsteller
- 2004: Helmut Simon, deutscher Hobby-Alpinist, Entdecker der Gletschermumie „Ötzi“
- 2005: Giuseppe Kardinal Caprio, italienischer Geistlicher, vatikanischer Diplomat und Kurienkardinal
- 2006: Eddie Blay, ghanaischer Boxer
- 2007: Margrit Staub-Hadorn, Schweizer TV-Ansagerin, Moderatorin und Autorin
- 2008: Edie Adams, US-amerikanische Filmschauspielerin
- 2009: Alfred Aichinger, österreichischer Sozialversicherungsangestellter und Politiker
- 2011: Ueli Prager, Schweizer Gastronomieunternehmer
- 2012: Askold Baschanow, russischer samischer Schriftsteller
- 2012: Claude Cheysson, französischer Diplomat und Politiker
- 2012: Patrick Ronald Cooney, US-amerikanischer Bischof
- 2012: Fritz Haller, Schweizer Architekt und Möbeldesigner
- 2012: Norodom Sihanouk, kambodschanischer König
- 2013: Rudolf Friedrich, Schweizer Politiker, Bundesrat
- 2013: Hans Riegel jr., deutscher Unternehmer
- 2014: Marie Dubois, französische Schauspielerin
- 2014: Rainer Witt, deutscher Journalist, Hörfunkreporter, Fernsehmoderator, Schriftsteller, Kabarettist und Galerist
- 2015: Hannelore Neeb, deutsche Malerin und Bildhauerin
- 2018: Paul Allen, US-amerikanischer Unternehmer
- 2018: Arto Paasilinna, finnischer Schriftsteller
- 2020: Bhanu Athaiya, indische Kostümbildnerin

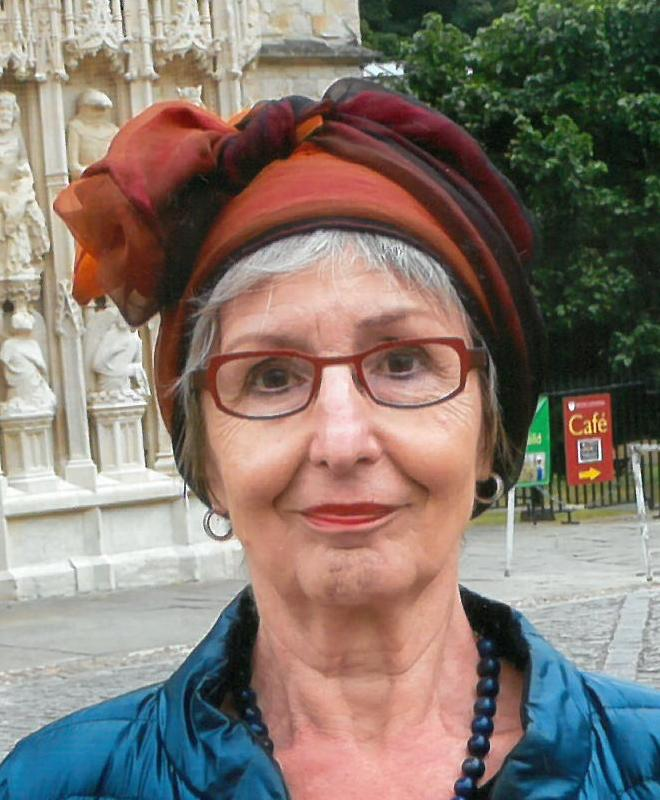
Evelyn Grill († 2024)

- 2020: Frank Günther, deutscher Übersetzer und Autor
- 2021: Ottó Prouza, ungarischer Volleyballspieler
- 2021: Reinhold Roth, deutscher Motorradrennfahrer
- 2021: Gerd Ruge, deutscher Journalist
- 2022: Joyce Sims, US-amerikanische Sängerin und Songwriterin
- 2023: Mercedes Vostell, spanische Autorin und Museumsleiterin
- 2024ː Edit Buchholz, deutsche Tischtennisspielerin
- 2024: Mario Feurer, Schweizer Musiker (die Minstrels)
- 2024ː Evelyn Grill, österreichische Schriftstellerin
- 2024: Ottilie Scholz, deutsche Kommunalpolitikerin

## Feier- und Gedenktage
- Kirchliche Gedenktage
  - Hl. Teresa von Ávila, spanische Kirchenlehrerin, Mystikerin und Theologin (anglikanisch, evangelisch, katholisch)
  - Hl. Hedwig von Andechs, Herzogin von Schlesien (evangelisch, der katholische Gedenktag ist am 16. Oktober)
- Namenstage
  - Aurelia, Therese
- Gedenktage internationaler Organisationen
  - Internationaler Tag des weißen Stockes (UNO) (seit 1969)

Weitere Einträge enthält die Liste von Gedenk- und Aktionstagen.